# Haus Manrique de Lara

Wappen des Hauses Manrique de Lara, Herzöge von Nájera

Das Haus Manrique de Lara ist eine Nebenlinie des Hauses Lara, und die einzige dieser weit verzweigten Familie, die zu hohen Titeln gelangte. Der Stammvater ist Manrique Pérez de Lara, der gemeinsam mit Álvar und Nuño Pérez de Lara während der Minderjährigkeit Alfons VIII. von Kastilien großen Einfluss in der Regentschaft hatte.
Manrique Pérez de Lara erwarb durch Heirat die Vizegrafschaft Narbonne, die innerhalb der Familie vererbt wurde, bis sie 1424 mangels Nachkommen wieder verloren ging.
Eine Nebenlinie der Manrique de Lara wiederum erlangten die Titel eines Granden von Spanien, eines Duque de Nájera, Marqués de Aguilar de Campoo, Conde de Osorno und Conde des Paredes de Nava (Letzteres für den Rücktritt als Meister des Jakobsordens). Zu dieser Linie der Familie gehören auch die Schriftsteller Gómez Manrique und Jorge Manrique, zahlreiche Kirchenfürsten und eine Reihe von Rittern des Ordens vom Goldenen Vlies.

## Stammliste

### Erste Generationen
1. Don Manrique (Almanricus) Pérez de Lara, X 1164, ab 1158 Regent während der Minderjährigkeit des Königs Alfons VIII. von Kastilien; ⚭ Ermesinde de Narbonne, Tochter von Aimery II. Vicomte de Narbonne, und Ermesinde, † 1177 – Vorfahren siehe Haus Lara
  1. Don Manrique Manrique, † 1178, Vicomte de Narbonne
  2. Don Pedro Manrique de Lara, † 1202, Señor de Molina y Mesa; ⚭ I Infanta Doña Sancha de Navarra, Tochter von García „el Restaurador“ König von Navarra (Haus Jiménez), Witwe von Gaston (V.) Vicomte de Béarn; ⚭ II Marguerite, eine „consanguinea“ von Heinrich II., König von England[1]; ⚭ III Doña Mafalda, Witwe von Pedro Ruiz de Guzmán
    1. (I) Don García Pérez, † nach 1183
    2. (I) Doña Elvira Pérez, † 1220; ⚭ I Armengol (VIII.) Conde de Urgell; ⚭ II Don Guillem de Cervera
    3. (I) Don Manrique Pérez, † 1239, 1202 Vicomte de Narbonne; ⚭ Guillema de Castellvell, Tochter von Guillem (V.) Senyor de Castellvell de Rosanes, getrennt von Guillem Ramón de Montcada (später Vicomte de Béarn); ⚭ II Marguerite de Marly Dame de Verneuil (Eure), Tochter von Mathieu de Montmorency Seigneur de Marly (Stammliste der Montmorency), – Nachkommen siehe unten
    4. (III) Don Gonzalo Pérez de Lara, 3. Señor de Molina y Mesa; ⚭ Doña Sancha Gómez de Traba, Tochter von Gómez Gónzalez de Traba
      1. Doña Mafalda González de Lara, † vor 1244, Señora de Molina y Mesa; ⚭ Infante Don Alfonso de León Señor de Soria, Sohn von Don Alfons IX. König von León, † 1272 (Haus Burgund-Ivrea)

    5. (III) Don Rodrigo Pérez, 1208 Seigneur de Montpezat et de Lac – Nachkommen siehe unten
    6. (III) (Don Nuño Pérez, † nach 1228)

  3. Don Guillermo Manrique de Lara, † nach 1164
  4. Doña María Manrique, ⚭ Don Diego López „el Bueno“, Conde de Haro Señor Soberano de Vizcaya, † 1214
  5. Doña Mayor (Amilia) Manrique, † nach 1182; ⚭ Don Gómez González de Manzanedo, Sohn von Conde Don Gonzalo Rodríguez de Bureba
  6. Doña Sancha Manrique, † nach 1164
  7. Doña Ermengarda Manrique, Vicomtesse de Narbonne

### Die Vizegrafen von Narbonne
Die Filiation der Vizegrafen von Narbonne aus dem Haus Manrique de Lara ist weitgehend nicht gesichert bzw. nicht erforscht. Die Unsicherheiten sind durch ein „?“ kenntlich gemacht
1. Don Manrique Pérez, † 1239, 1202 Vicomte de Narbonne; ⚭ Guillema de Castellvell, Tochter von Guillem (V.) Senyor de Castellvell de Rosanes, getrennt von Guillem Ramón de Montcada (später Vicomte de Béarn); ⚭ II Marguerite de Marly Dame de Verneuil (Eure), Tochter von Mathieu de Montmorency Seigneur de Marly (Stammliste der Montmorency) – Vorfahren siehe oben
  1. (II) Amalric (I.) de Narbonne, † 1270, 1238 Vicomte de Narbonne; ⚭ Philippa d'Anduze Dame de Sommières (Gard), Tochter von Pierre Bermond (VII.) Sire d'Anduze (Gard), und Josserande de Poitiers-Valentinois, † nach 1272
    1. Aimery (IV.), † 1298, Vicomte de Narbonne; ⚭ Sibylle de Foix, † vor 1298, Tochter von Roger (IV.) Graf von Foix (Haus Comminges), und Doña Brunisenda Folch de Cardona (Haus Folch de Cardona)
      1.  ? Amalric (II.) de Narbonne, † 1328, Vicomte de Narbonne; ⚭ Jeanne de l’Isle-Jourdain, Tochter von Jourdain (IV.) Seigneur de l'Isle-Jourdain, und Vacquerie Adhémar de Monteil (heute Montélimar, Drôme)
        1.  ? Aimery (V.) de Narbonne, † 1328, Vicomte de Narbonne; ⚭ Elieta, wohl Elieta de Rocaberti, Tochter von Felipe Dalmas (I.) Visconde de Rocaberti
        2.  ? Aimery (V.) de Narbonne, † 1336, Vicomte de Narbonne; ⚭ Catherine de Poitiers-Valentinois, Tochter von Aymar (IV.) de Poitiers, Comte de Valentinois (Haus Poitiers-Valentinois), und Marguerite de Genève, † nach 1322; ⚭ II Tiburge d’Usson
          1.  ? Amalrich (III.) de Narbonne, † 1341, Vicomte de Narbonne; ⚭ Marie, wohl Marie de Canet, Tochter von Raimond Vicomte de Canet (Pyrénées-Orientales)
            1.  ? Marguerite de Narbonne

          2.  ? Aimery (VI.) de Narbonne, † 1388, Vicomte de Narbonne; ⚭ I Béatrix de Sully, Tochter von Jean (II.) Sire de Sully, und Marguerite de Clermont; ⚭ II Yolande de Génève, Tochter von Amedée III. Graf von Genf, und Mathilde de Boulogne; ⚭ III Beatriu d’Arborea, Tochter von Mariano IV. Giudice di Arborea, und Timbor (Tiburge) de Rocaberti (Haus Les Baux); ⚭ IV Guillema de Viladermany; ⚭ V Marquezia de Fenollet
            1.  ? (II) Aimery, † 1377
            2.  ? (II) Pierre, † 1377
            3.  ? (II) Ermengarde
            4.  ? (II) Guillaume (I.) de Narbonne, † um 1397, Vicomte de Narbonne; ⚭ Guérine de Beaufort-Canillac, Tochter von Marques Roger de Beaufort und Catherine d’Auvergne (Haus Rogier de Beaufort), sie heiratete in zweiter Ehe Guillaume de Tinières (die Nachkommen aus dieser Ehe erben die Vizegrafschaft Narbonne)
              1.  ? Aimery, † jung
              2.  ? Guillaume (II.) de Narbonne, X 1423, Vicomte de Narbonne, Giudice di Arborea; ⚭ Marguerite d’Armagnac, Tochter von Jean (III.) Graf von Armagnac (Haus Lomagne), und Marguerite de Boulogne, Comtesse de Comminges

            5.  ? (II) Béatrice, † 1377/97, Nonne
            6.  ? (II) Éléonore, † 1377/97
            7.  ? (II) Bourguine

          3.  ? Sibylle de Narbonne; ⚭ André de Fenouillet Vicomte d’Ille et Canet (Pyrénées-Orientales)

        3.  ? Jeanne de Narbonne; ⚭ Deodat de Caylus Baron de Sévérac (Aveyron)
        4.  ? Gausserande de Narbonne; ⚭ I Guérin (V.) de Châteauneuf (Lozère), Seigneur et Baron d’Apcher (Prunières, bei Saint-Chély-d’Apcher, Lozère); ⚭ II Jaspert (V.) Vicomte de Castelnou (Pyrénées-Orientales)
        5.  ? Guillaume de Narbonne, Seigneur de Montagnac (Hérault); ⚭ Gaillarde de Lévis, Dame de Montagu, Tochter von Thibaud de Lévis, Seigneur et Baron de Penne (Tarn) et de Montbrun (Montbrun-Bocage, Haute-Garonne), und Anglésie de Montaigut (Tarn), Dame de Montbrun.
        6.  ? Pierre de Narbonne, Bischof von Urgell
        7.  ? Constance de Narbonne; ⚭ Arnaud de Trians (Var), genannt de Trians-Montmajour, Neffe mütterlicherseits von Papst Johannes XXII., Vicomte de Tallard
        8.  ? Sibylle de Narbonne

      2.  ? Marguerite de Narbonne; ⚭ Infante Don Pedro de Castilla Señor de Lodesma, Sohn von Don Alfonso X. „el Sabio“ König von Kastilien (Haus Burgund-Ivrea)

    2. Amalric de Narbonne, † 1302; ⚭ I Algayette de Rodez, Tochter von Hugues (V.), Graf von Rodez, und Isabelle de Roquefeuil, Vicomtesse de Creyssels (Aveyron), † 1274/80; ⚭ Marie d’Antioche, † nach 1308 – Nachkommen : Die Barone von Talairan
    3.  ? Guillaume de Narbonne, Seigneur de Verneuil
    4.  ? Gausserande de Narbonne; ⚭ Guillaume de Voisins, Seigneur de Limoux et Couffoulens (Aude)
    5. Marguerite de Narbonne

  2. (II) Aimery de Narbonne, † vor 1263, Seigneur de Verneuil
  3. (II) Ermengarde de Narbonne; ⚭ Roger Bernard (II.) Graf von Foix (Haus Comminges)
  4. (II) Marguerite de Narbonne; ⚭ Guillaume de Montecatanier
  5. (II) Alix de Narbonne, Nonne

### Die Verbindung zu den Marqueses de Aguilar de Campóo und den Duques de Nájera
1. Rodrigo Perez Manrique de Lara; ⚭Teresa Garcia de Bragança – Vorfahren siehe oben
  1. Pedro Rodriguez Manrique de Lara; ⚭ Maria Garcia de Villamayor
  2. Garcia Fernandez Manrique de Lara; ⚭ Teresa de Zuñiga
    1. Pedro Manrique de Lara, † 1323, 4. Señor de Amusco; ⚭ Teresa de Sotomayor
      1. Gomez Manrique de Lara, Erzbischof von Toledo
        1. Teresa Manrique de Lara; ⚭ Mem Rodriguez de Biedma, Señor de Benavides

      2. Garcia Fernandez Manrique de Lara, Señor de Amusco; ⚭ I Urraca de Leiva; ⚭ II Teresa Vazquez de Toledo (Teresa Gutierrez de Toledo), vielleicht Tochter von Gutierre Fernández deToledo und Leonor de Carrillo
        1. Pedro Manrique de Lara; ⚭ Teresa de Cisneros
        2. García Fernandez Manrique, Ricohombre, 1. Señor de Estar, Galisteo, Villanueva del Garamo, San Martín de Helines, Villanueva de Mejina, 7. Señor de parte del Estado de Amusco, † vor 1381;
⚭ Isabel Enríquez, Tochter von Enrique Enríquez III., 2. Señor de Villalba de Barros, Nogales, Almendral, la Higuera y la Alberquilla, Ricohombre, Adelantado mayor de la Frontera, Justicia mayor de la Casa del Rey, und Teresa de Haro
          1. Elvira Manrique;
 ⚭ I Martín Sánchez de Rojas, 3. Señor de Monzón, Sohn von Juan Martínez de Rojas, 2. Señor de Monzón y Cabia, und Mencía de Leiva;
⚭ II Garci Fernández Sarmiento de Villamayor y Guzmán, 3. Señor de Rivadavia, Adelantado mayor de Galicia, Alférez Mayor, Sohn von Diego Sarmiento de Villamayor y Guzmán, 2. Señor de los Estados de Rivadavia, Sobroso, Burgo de Faro, Tierra de Avión, Coto de Anllo, und María de Padilla, alias María de Zúñiga
          2. Garcí Fernandez Manrique, † 22. Mai 1436, 1. Conde de Castañeda (25. August 1430), 2. Señor de los Estados de Estar, Villanueva de Gáramo, San Martín de Helines, Galisteo, Cea, Fuenteguinaldo, Aguilar, Bricia, Santa Gadea y Peñamellera, 8. Señor en parte del Estado de Amusco, Ricohombre de Castilla, Capitán general de la Frontera de Jérez;
 ⚭ Aldonza Téllez, alias Téllez de Castilla y Lasso de la Vega, 3. Señora de Aguilar de Campóo y de Castañeda, † 1446, Tochter von Juan Téllez de Castilla, 2. Señor de Aguilar de Campóo, und Leonor Lasso de la Vega y Cisneros, Señora de los Valles de Santillana – Nachkommen siehe unten
          3. Diego Manrique, † 10. März 1403
          4. Leonor Manrique, † nach 1437;
 ⚭ Saragossa Februar 1412 Berenguer III. Carroz, 3. Conde de Quirra (Cerdeña), Capitán general del Reino de Cerdeña (1412–1413, 1415–1416), † 1427/28, Sohn von Pons de Senesterr und Violante Carroç. 2. Condesa de Quirra

        3. Diego Gomez Manrique de Lara, † 1385, 7. Señor de Amusco; ⚭ ? Juana Perez de Mendoza, † 1431, Tochter von Pedro Gonzalez de Mendoza und Elvira Lopez de Ayala; ⚭ ? Juana de Gonzales-Mendoza, † 1431, Tochter von Pedro Gonzalez de Mendoza und Aldonza Fernandez de Ayala
          1. Pedro (Diaz) Manrique de Lara y Mendoza, * 1381, † 1440, 8. Señor de Amusco – Nachkommen siehe unten

### Die Condes de Castañeda und die Condes de Osorno
1. García Fernandez Manrique, † 22. Mai 1436, 1. Conde de Castañeda (25. August 1430), Señor de Estar, Ricohombre de Castilla;
 ⚭ Aldonza Enriquez, 4. Señora de Aguilar de Campóo, Tochter von Juan Tellez de Castilla, 2. Señor de Aguilar de Campóo, und Leonor Lasso, Señora de la Vega – Vorfahren siehe oben
  1. Juan Fernandez Manrique de Lara, * wohl 1398 † 1493 (95 Jahre alt), 2. Conde de Castañeda, Señor de Aguilar de Campóo, 4. Señor de los Estados de Estar, Villanueva de Gáramo, San Martín de Helines, 9. Señor de parte del Estado de Amusco., Capitán general de la Frontera de Jaén, Chanciller mayor de Castilla,

 ⚭ I Mencía Enríquez, Tochter von Alfonso Enríquez, 1. Señor de Medina del Río Seco, Almirante de Castilla, und Juana de Mendoza;

 ⚭ II Catalina Enríquez de Ribera, Tochter von Ruy Pérez de Ribera, und NN, einer Tochter von Pedro Enríquez de Castilla, Señor de Campo Redondo, Bruder von Juan Téllez, 2. Señor de Aguilar de Campóo und Enkel von König Alfons XI. Von Kastilien und León, und María de Cisneros, Señora de San Román – Nachkommen siehe unten (Marqueses de Aguilar de Campóo)
  2. Beatriz Manrique, Señora de Celadilla, Villlagro y Lobilla;
 ⚭ Sancho de Zúñiga, Señor de Bañares, Bruder von Pedro de Zúñiga, 1. Señor de Béjar, und Sohn von Diego López, 12. Señor de Stúñiga, Justicia mayor de Castilla, und Juana García de Leiva.
  3. Gabriel Fernandez Manrique, † 1482, 1. Conde de Osorno (31. August 1445), 1. Duque de Galisteo (3. Januar 1451, ad personam), Comendador mayor de Castilla;
 ⚭ I 1432 (annulliert 1451) Mencía Dávalos y Guevara, Señora de Osorno, Tochter von Ruiz López Dávalos, Condestable de Castilla, 1. Conde de Ribadeo, und Elvira de Guevara;
 ⚭ II 1452 Aldonza de Vivero y Guzmán, † 1509, Tochter von Alonso Pérez Vivero, Señor de la Casa de Villajuan, Señor de Vivero y Altamira, und Inés de Guzmán, 1. Duquesa de Villalba
    1. (I) Tello Manrique, † jung
    2. (I) García Manrique, † jung
    3. (II) Pedro Fernandez Manrique, 2. Conde de Osorno (1482), Señor de Galisteo, † 29. Oktober 1515;
 ⚭ I 1482 Teresa de Toledo, † 1487, Tochter von García Álvarez de Toledo, 2. Conde y 1. Duque de Alba de Tormes, 1. Marqués de Coria, Conde de Salvatierra, Adelantado Mayor de Castilla y León (Haus Álvarez de Toledo), und María Enríquez;
 ⚭ II María de Cabrera y Bobadilla, † 1511, Tochter von Andrés de Cabrera y Bobadilla, 1. Marqués de Moya, Mayordomo de los Reyes Católicos, Comendador de Mures y Benazuza y de Montemolín, Alcaide mayor y guarda perpetual de los Reales Alcázares y ciudad de Segovia, Señor de Chinchón, Brunete, San Martín de la Vega, Bayona, Ciempezuelos, Vasallo de Rey y de la Reina, Ricohombre de Castilla, und Beatriz de Bobadilla,
      1. (I) García Fernandez Manrique, † 1546, 3. Conde de Osorno (1515), Señor de Galisteo;
⚭ I Ecija 1503 Juana Enríquez, Señora de las Villas de la Vega y de Ruy Ponce, † 1503, Tochter von Francisco Enríquez, Señor de la Vega de Ruy Ponce, † 1491;
 ⚭ II Juana de Cabrera y Bobadilla, Tochter von Andrés de Cabrera y Bobadilla, 1. Marqués de Moya, Mayordomo de los Reyes Católicos, Comendador de Mures y Benazuza y de Montemolín, Alcaide mayor y Guarda perpetual de los Reales Alcázares y Ciudad de Segovia, Señor de Chinchón, Brunete, San Martín de la Vega, Bayona, Ciempezuelos, Vasallo de Rey y de la Reina, Ricohombre de Castilla, und Beatriz de Bobadilla;
 ⚭ III 1506 María de Luna y Bobadilla, † 1549, Tochter von Alvaro de Luna, 2. Señor de Fuentidueña, und Isabel de Bobadilla
        1. (II) Pedro Fernandez Manrique, † 1569, 4. Conde de Osorno (1546), Señor del Ducado de Galisteo y otros Estados, Comendador de Ribera y Monreal;
 ⚭ I 1529 Elvira de Córdoba, † 21. September 1539, Tochter von Pedro Fernández de Córdoba, 7. Señor y 1. Marqués de Priego, 7. Señor de Aguilar, Señor de Montilla y Santa Cruz, Alcaide mayor de Córdoba, und Elvira Enríquez;
⚭ II 1539 María de Velasco y Aragón, Señora de Villalba, † 1590, Tochter von Juan Hurtado de Mendoza, el Ciego, 5. Señor de Morón, Comendador de la Zarza, Contador mayor de Castilla, und Luisa de Velasco
        2. (II) Alonso Manrique de Lara, Señor de las Grañeras, comendador de Ribera;
 ⚭ Inés de Solís, Señora de Sagrejas, Tochter von Fernando de Solís, Señor de Sagrejas y Malpartida, – Nachkommen : die Grafen und Herzöge von Arco
          1. (I) García Fernandez Manrique, † 1. Januar 1587, 5. Conde de Osorno (1569), Señor de Galisteo,;
⚭ 1553 Teresa Enríquez, Tochter von Enrique Enríquez de Guzmán, 4. Conde de Alba de Liste, und María de Toledo
            1. Pedro Fernandez Manrique, 6. Conde de Osorno (1589), * wohl 1557, † 1. April 1589 (32 Jahre alt);
⚭ 1585 Catalina Zapata de Mendoza, Tochter von Francisco Zapata de Cisneros y Osorio, 6. Señor y 1. Conde de Barajas, Señor de la Alameda, Comendador de Guadalcanal, Corregidor de Córdoba und María de Mendoza
              1. García Manrique, † 9. Dezember 1635, 7. Conde de Osorno (1589), (2.) Duque de Galisteo (so 1631 in einem königlichen Dokument genannt);
 ⚭ 1616 Ana María de la Cerda, † 1642, Tochter von Bernardo Manrique de Lara, 5. Marqués de Aguilar de Campóo, 8. Conde de Castañeda, 5. Chanciller mayor de Castilla, Señor de los Estados de su Casa, und Ana de la Cerda y Aragón
                1. Antonio Manrique, † zwei Tage alt

              2. Francisco Manrique

            2. Diego Manrique, † als Kind
            3. Elvira de Córdoba;
⚭ Antonio Gómez Manrique de Mendoza, 5. Conde de Castrogeriz, 4. Señor de Villazopeque, Señor de Gormaz y Astudillo
            4. Catalina Manrique, Nonne.
            5. Antonio Manrique de Lara, † März 1624, Conde de Morata de Jalón (de iure uxoris);
⚭ Ana de Luna, 3. Condesa de Morata de Jalón, Señora de las baronías de Illueca, Gotor, Valtores y la Vilueña (Aragón), Tochter von Miguel Martínez de Luna, 2. Conde de Morata de Jalón, Señor de Illueca y Gotor, Capitán general de Aragón, und Ana Antonia Ramírez de Arellano
              1. . José de Luna y Manrique, 1. Marqués de Vilueña
              2. Antonio Manrique de Luna, † 17. November 1634, 4. Conde de Morata de Jalón, 2. Marqués de Vilveña,
              3. Ana Apolonia Manrique de Lara, † 1675, 8. Condesa de Osorno (1645), 5. Condesa de Morata de Jalón, Duquesa de Galisteo;
 ⚭ 1627 Baltasar Barroso de Ribera, 1. Conde de Navalmoral, 2. Marqués de Malpica, Señor de Parla, San Martín y Valdipusa, * Toledo, † 1669, Sohn von Francisco de Ribera Barroso, 2. Marqués de Malpica, Señor de Parla, San Martín y Valdipusa, und Juana Enríquez

            6. María Manrique;
⚭ Fernando Enríquez de Ribera, † 9. April 1532, 2. Marqués de Villanueva del Río, Sohn von Fadrique Enríquez de Ribera y Portocarrero, 1. Marqués de Villanueva del Río, und Mariana de Córdoba
            7. Juana Manrique;
 ⚭ Pedro Estebán Dávila, 3. Marqués de las Navas, 5. Conde del Risco, Señor del Estado de Villafranca

          2. (I) Pedro Manrique, † drei Jahre alt
          3. (I) Miguel Manrique de Lara, † 1578
          4. (I) Gabriel Manrique, † 1568
          5. (I) Alvaro Manrique,
          6. (I) María Manrique;
 ⚭ Pedro Pimentel, 1. Marqués de Viana, * Cigales, Provinz Valladolid, † 25. August 1583
          7. (I) Catalina Manrique, † 8 Jahre alt
          8. (I) Teresa Manrique, Nonne im Convento de Santa Clara, Cabazanos
          9. (I) Elvira Manrique, * 1539;
 ⚭ Suero de la Vega y Osorio, † 1585, Sohn von Juan de Vega y Enríquez, 6. Señor de Grajal, Vizekönig von Navarra, Generalkapitän und Vizekönig von Sizilien, und Leonor Osorio Sarmiento, Señora de Palazuelo de Bedija
          10. (II) Bernardo de Velasco y Aragón, * wohl 1559, † 1585 (26 Jahre alt)
          11. (II) Pedro Manrique, † 1588, Theologe
          12. (II) Juan Manrique de Lara y Velasco
          13. (II) Juliana Angela de Aragón, Nonne im Descalzas Reales, Madrid
          14. (II) María Manrique, † als Kind
          15. (II) Juana de Velasco y Aragón, 2. Condesa de Castilnovo;
 ⚭ 1583 Antonio Gómez de Butrón y Múgica, 13. Señor de Butrón, Señor de Mújica y Aramayona,
          16. (II) Angela Manrique, Nonne im Descalzas Reales, Madrid.
          17. (II) Luisa Manrique, Nonnea, Convento de Belén, Valladolid.

        3. (II) Juan Manrique, Dominikaner
        4. (II) María Magdalena Manrique, † Madrid 17. September 1578;
⚭ 1532 Andrés Hurtado de Mendoza, 2. Marqués de Cañete, Vizekönig von Peru, † 1560
        5. (III) Isabel de Luna;
 ⚭ 1539 Gaspar Gastón de la Cerda y Mendoza, Señor de Pastrana, Sohn von Diego Hurtado de Mendoza, 1. Conte di Melito e di Aliano, Gran Giustiziere del Regno di Napoli, und Ana de la Cerda, Señora de Miedes, Mandajona y Pastrana

      2. (I) Gabriel Manrique;
 ⚭ Constanza Zapata:
        1. Magdalena Manrique;
 ⚭ Álvaro Pérez Osorio, el Gran Justador, 4. Señor de Villacís y Cervantes, Señor de Villace y Cebrones

      3. (I) Pedro Manrique, Dominikaner
      4. (I) Juan Manrique, Dominikaner
      5. (I) Aldonza Manrique;
 ⚭ Pedro de Luna, 3. Señor de Fuentidueña
      6. (I) María Manrique, Klarisse
      7. (I)Beatriz Manrique, Klarisse
      8. (II) Pedro Manrique de Bobadilla,

    4. (II) Juan Manrique;
⚭ Isabel de la Cueva, Schwester von Beltrán de la Cueva, 1. Duque de Albuquerque, Tochter von Diego Fernández de la Cueva, 1. Vizconde de Huelma, Señor de la Casa de la Cueva, und Mayoralfonso de Mercado (Haus La Cueva),
    5. (II) María Manrique;
⚭ Gonzalo Chacón, 1. Señor de Casarrubios del Monte, Contador mayor de Castilla, Comendador mayor de Montiel y Caravaca, Alcaide del Cimborrio de Ávila y de los Alcázares de Segovia, * Ocaña, † 1502
    6. (II) Beatriz Manrique, Äbtissin des Convento de Santa Clara
    7. (II) Aldonza Manrique;
 ⚭ Gómez Carrillo de Acuña, Señor de Pinto y Caracena
    8. (II) Leonor de la Vega;
 ⚭ García de Toledo, 1. Señor de Horcajada, Sohn von García Álvarez de Toledo, 2. Conde y 1. Duque de Alba de Tormes, 1. Marqués de Coria, Conde de Salvatierra (Haus Álvarez de Toledo), und María Enríquez

### Die Marqueses de Aguilar de Campóo
1. Juan Fernandez Manrique de Lara, * wohl 1398 † 1493 (95 Jahre alt), 2. Conde de Castañeda, Señor de Aguilar de Campóo, 4. Señor de los Estados de Estar, Villanueva de Gáramo, San Martín de Helines, 9. Señor de parte del Estado de Amusco., Capitán general de la Frontera de Jaén, Chanciller mayor de Castilla;
⚭ I Mencía Enríquez, Tochter von Alfonso Enríquez, 1, Señor de Medina del Río Seco, Almirante de Castilla, und Juana de Mendoza;
 ⚭ II Catalina Enríquez de Ribera, Tochter von Ruy Pérez de Ribera, und NN, einer Tochter von Pedro Enríquez de Castilla, Señor de Campo Redondo, Bruder von Juan Téllez, 2. Señor de Aguilar de Campóo und Enkel von König Alfons XI. Von Kastilien und León, und María de Cisneros, Señor a de San Román – Vorfahren siehe oben
  1. (unehelich, Mutter : Catalina Enríquez de Ribera, Tochter von Ruy Pérez de Ribera und einer Tochter von Pedro Enríquez de Castilla, Señor de Campo Redondo, Enkel des Königs Alfons XI. von Kastilien und León) García Fernandez Manrique, † Juni 1506, 1. Marqués de Aguilar de Campóo (1484), 3. Conde de Castañeda, Chanciller mayor de Castilla, Grande de Castilla, Señor de los Valles de Toranzo, Iguña, Buelna, San Vicente, Rio Nansa y Lamasto, de las merindades de Peña Ruya, y Peña Mellera, del Honor de Sedano y villas de Cartes, Pina y Villalumbroso, 5. Señor de los Estados de Estar, Villanueva de Gáramo, San Martín de Helines, 10. Señor de parte del Estado de Amusco, Chanciller mayor del Rey (1479), königliche Legitimierung Tordesillas 5. Januar 1453;
⚭ I Beatriz de Velasco, Tochter von Pedro II Fernández de Velasco, 2. Conde de Haro, Condestable de Castilla, Señor de Medina de Pomar, Briviesca, Villa-Diego y Valles de Soba y Ruesga, Camarero mayor del Rey, Gouverneur und Vizekönig von Kastilien und León, und Mencía de Mendoza;
⚭ II Brazaida de Almada, Tochter von João Vaz de Almada, Senhor de Pereira, Rico-homem de Portugal, 2. Conde de Abranches, und Violante de Castro;
⚭ III Leonor Pimentel, Tochter von Alonso Pimentel Enríquez, 3. Conde de Benavente, 2. Conde de Mayorga, Señor de Villalón y de Mayorga, de la Villa de Allariz, y de Milmanda, Sandiás, A Póvoa de Sanabria, Gordoncillo, Retuerta, el Bollo, und von María de Quiñones, alias Vigil de Quiñones
    1. (II) Juan Manrique, † vor 1474 als Kind
    2. (II) Luis Fernandez Manrique, † 1532/35, 2. Marqués de Aguilar de Campóo, 4. Conde de Castañeda, 2. Chanciller mayor de Castilla, Señor de los Valles de Toranzo, Iguña, San Vicente, Rionansa, y Buelna, y del Honor de Sedano, Villas de Cartes, Piña, Villalumbroso, Escalada, Yzar y Villanueva, y de las Casas de Macintos y la Serna;
⚭ Ana Pimentel Enríquez, Schwester von Pedro Pimentel Enríquez, 1. Marqués de Távara, Tochter von Pedro Pimentel Vigil de Quiñones, 1. Señor de la villa de Távara (Provinz Zamora), Señor de Gordoncillo, Retuerta, Alija, Noris, Ginestacio y mitad de la puebla de Sanabria, y Villafafila, Comendador de Castro Teraf, und Inés Enríquez de Guzmán
      1. Juan II Fernández Manrique de Lara, † 14. Oktober 1553, 3. Marqués de Aguilar de Campóo, 5. Conde de Castañeda, 3. Chanciller mayor de Castilla, Señor de los Valles de Toranzo, Buelna, Iguña, San Vicente, Rionansa, Rochero, lamasto, de las merindades de Peña-Ruya y Peña-Mellera, Honor de Sedano, y de las villas de Cartes, Avia Piña y Villalumbroso, Chanciller mayor de Castilla, Cazador mayor des Kaisers Karl V., Leutnant, Generalkapitän und Vizekönig von Katalonien (1543–1554);
⚭ I María de Sandoval, Tochter von Bernardo de Sandoval Rojas y Mendoza, Conde de Castrogeriz, 2. Marqués de Denia, 1. Conde de Lerma, und Francisca Enríquez;
⚭ II Blanca Pimentel de Velasco, Tochter von Alonso Pimentel, 5. Conde y 2. Duque de Benavente, 4. Conde de Mayorga, Señor de Villalón, Adelantado mayor de León, und Ana Herrera de Velasco, Señor a de Cigales y Pedraza
        1. (I) Ana, alias Luisa oder Mariana Manrique, † Tordesillas 6. Januar 1642;
⚭ Antonio Manrique de Lara, 5. Conde de Paredes de Nava, Señor de Villaverde, Villa-Palacios, Bienvenida, Riopal y Cotillas, † 1571, Sohn von Pedro Manrique de Lara, 4. Conde de Paredes de Nava, und Inés Manrique de Lara
        2. (II) Luis II Fernández Manrique de Lara, † 8. Oktober 1585, 4. Marqués de Aguilar de Campóo, 6. Conde de Castañeda, 4. Chanciller mayor de Castilla, Señor de los Valles de Toranzo, Iguña, Buelna, San Vicente, Rionansa, y Rochero, merindades de Peña-Ruya y Peña-Mellera, y de las villas de Cartes, Piña, Avia y Villalumbroso, y del Honor de Sedano;
 ⚭ 1546 Ana de Mendoza y Aragón, † 9. Oktober 1566, Tochter von Iñigo López de Mendoza, 3. Conde de Saldaña, 4. Duque del Infantado, 5. Marqués de Santillana, 4. Marqués de Argüeso, 4. Marqués de Campoo, 5. Conde del Real de Manzanares, 14. Señor de la Casa de Mendoza, Señor de la Casa de la Vega, 7. Señor de Hita y Buitrago, Señor de las Hermandades de Alava, und Isabel de Aragón,
          1. Juan Fernandez Manrique, 7. Conde de Castañeda
          2. Iñigo de Mendoza, † jung
          3. Bernardo Manrique de Lara, 5. Marqués de Aguilar de Campóo, 8. Conde de Castañeda, 5. Chanciller mayor de Castilla, Señor de los Valles de Toranzo, Iguña, San Vicente, Rionansa y Rochero, merindades de Peña-Ruya y Peña-Mellera, del Honor de Sedano y Villas de Cartes, Avia, Piña y Villalumbroso;
 ⚭ Ana de la Cerda y Aragón, * Medinaceli, Tochter von Juan III de la Cerda, 5. Duque de Medinaceli, 4. Marqués de Cogolludo, 4. Conde del Puerto de Santa María, und Isabel de Aragón
            1. Juan Luis Fernandez Manrique de Lara, † 27. Juni 1653, 6. Marqués de Aguilar de Campóo, 9. Conde de Castañeda, Conde de Buelna, 6. Chanciller mayor de Castilla, Señor de los Valles de Toranzo, Iguña, San Vicente, Rionansa y Rochero, merindades de Peña-Ruya y Peña-Mellera, del Honor de Sedano, Villas de Cartes, Piña, Avia;
 ⚭ I Juana Portocarrero, † nach 1621, Tochter von Juan Antonio Portocarrero, Sohn des 4. Condes de Medellín, und Luisa Fajardo de Mendoza;
 ⚭ II Beatriz de Haro y Avellaneda, Tochter von Garcia de Haro y Guzmán, alias de Haro y Avellaneda, Vizekönig von Neapel, Regent von Spanien, und María de Avellaneda Delgadillo y Enríquez Portocarrero, 2. Condesa de Castrillo, Señora de Valverde, Alcoba, Alcubilla y Quintanilla,
              1. (II) Bernardo Manrique de Lara, † 31. Oktober 1662, 7. Marqués de Aguilar de Campóo, 10. Conde de Castañeda, Conde de Buelna, Chanciller mayor de Castilla, Señor de los Valles de Toranzo, Iguña, San Vicente, Rionansa, y Rochero, del Honor de Sedano, villas de Cartes, Avia y Piña y de las merindades de Peña-Ruya y Peña-Mellera,
              2. (unehelich, Mutter: María de Cossío) Fray Juan Jacinto Manrique, Rektor der Universität Salamanca
              3. (unehelich, Mutter: María de Cossío) Juana Manrique, Äbtissin von Santa Clara de Aguilar de Campóo
              4. (unehelich, Mutter unbekannt) Fray Juan Antonio Manrique, Benediktiner in San Salvador de Oña und im Colegio de San Esteban de Sil
              5. (unehelich, Mutter unbekannt) Fray José Manrique, Benediktinerin
              6. (unehelich, Mutter unbekannt) Fray Plácido Manrique, Abt des Konventos San Pedro de Tenorio

            2. Ana María Manrique de la Cerda, † Valladolid März 1641;
 ⚭ 1616 García Manrique, 7. Conde de Osorno, Duque de Galisteo, Señor de las villas de Villalva, Villasirga, San Martín del Monte, Passarón y Torre-Menga, † 9. Dezember 1635, Sohn von Pedro Fernandez Manrique, 6. Conde de Osorno, und Catalina Zapata de Mendoza – Nachkommen: die weiteren Marqueses de Aguilar de Campóo
            3. (unehelich) Luis Manrique, Mönch
            4. Francisca Manrique, Klarissin im Kloster Aguilar del Campóo.
            5. Casilda Manrique, † 3 Jahre alt
            6. Antonia Manrique de Lara, 11. Condesa de Castañeda, * Piña, † 1662;
 ⚭ I 1613 Ruy Gómez de Silva y Mendoza, Conde de Galve (de iure uxoris), 1. Marqués de la Eliseda (18. Mai 1613), * 1566, † 30. Januar 1616, Sohn von Ruy Gómez de Silva, 4. Senhor da Chamusca, 1. Principe di Eboli, 1. Duque de Estremera (1568), 1. Duque de Pastrana, Conte di Melito, Marchese di Diana (de iure uxoris), und Ana de Mendoza y la Cerda, 2. Principessa di Melito, 3. Contessa di Melito, Marquesa de Algecilla, 2. Duquesa de Francavilla, 3. Contessa di Aliano,
 ⚭ II 1621 Iñigo Vélez Ladrón de Guevara, 8. Conde de Oñate, 3. Conde de Villamediana, Grande de España, Correo mayor de España, Señor de Salinillas, Comendador de Havanilla, Vizekönig von Neapel, † 23. Februar 1655, Sohn von Íñigo Vélez de Guevara, Señor de Sallinillas, Comendador de Mirabel, Grande de España, und Catalina de Guevara, 5. Condesa de Oñate, Señor a de la Casa de Guevara:

          4. Luis Manrique, † Madrid 22. Dezember 1593;
 ⚭ 1590 Francisca de Zúñiga y Ávila, Tochter von Alonso de Zúñiga y Córdoba, Sohn des 1. Marqués de las Navas, und Gerónima Dávila y Zúñiga, 3. Marquesa de Mirabel
          5. Blanca Manrique de Aragón, * Aguilar, † 15. März 1619;
⚭ I Luis Ximénez de Urrea, 4. Conde de Aranda, Vizconde de Biota y de Rueda, Señor de Alcalaten, Epil, † Castillo de Coca 6. August 1593;
 ⚭ II Pedro Álvarez Osorio, 8. Marqués de Astorga, 9. Conde de Trastámara, 7. Conde de Santa Marta, Conde de Villalobos, Comendador de Almodóvar del Campo, Señor de las Villas de Castroverde, Valderas, Valdescorriel, Paramo, Villamañán, † 28. Januar 1613
          6. (unehelich) Fray García Manrique, Bischof von Vic

        3. (II) Antonio Manrique, Rektor der Universität Salamanca
        4. (II) García Manrique, 1569/70 bezeugt
        5. (II) Juan Manrique, 1548 bezeugt
        6. (II) Ana Pimentel, genannt Condesa de Salinas;
⚭ Diego Sarmiento de Villandrado y la Cerda, Sohn von Diego Gómez Sarmiento de Villandrado y Ulloa, 3. Conde de Salinas, 3. Conde de Ribadeo, Señor de las villas de Ocia, la Bastida, Puente la Rá, Villarrubia, y Peñacerrada, Alcaide de los castillos de Miranda, y Pancorbo, Comendador de Socobos, und Brianda de la Cerda y Mendoza
        7. (II) María Manrique;
⚭ Martín Enríquez de Almansa, Señor del Estado de Valderrábano, Generalkapitän und Vizekönig von Neuspanien (1568–1580), Generalkapitän und Vizekönig von Peru (1581–1583), Sohn von Francisco Enríquez de Almansa, Señor de los Estados de Almansa, 5. Señor de Alcañices, Tavara, Velver y Cabreros, Señor del Estado de Valderrábano; 1. Marqués de Alcañices, und Isabel de Ulloa

      2. Alfonso Manrique
      3. Pedro Manrique, † 7. Oktober 1580, vor 1530 Bischof von Ciudad Rodrigo, Bischof von Córdoba (1537), Kardinalpresbyter 1538
      4. Inés Manrique, * Aguilar, † 1552;
 ⚭ vor 1517 Pedro Manrique de Lara, 4. Conde de Paredes de Nava, Señor de las villas de Villa-Palacios, Villaverde, Bienvenida, Riopal y Corillas
      5. Ana Manrique;
⚭ Fernando de Toledo, 1. Señor de las Villorias, Comendador mayor de León, Sohn von García Álvarez de Toledo, 2. Conde y 1. Duque de Alba de Tormes, 1. Marqués de Coria, Conde de Salvatierra, 5. Señor del Estado de Valdecorneja, Adelantado Mayor de Castilla y León, und María Enríquez de Quiñones y Toledo (Haus Álvarez de Toledo)
      6. Catalina Manrique;
 ⚭ Álvaro de Ayala, † 1534, Comendador de Palomares, Gouverneur der Provinz Kastilien, Alguacil mayor de Toledo, Sohn von Fadrique Manrique de Zúñiga, Enkel des 1. Duque de Arévalo y Plasencia, und María de Ayala y Carrillo, alias de Silva y Guevara, 4. Condesa de Fuensalida:
      7. Luisa Manrique, 1570 bezeugt;
 ⚭ Gómez González de Butrón y Múgica, 11. Señor de las Casas de Butrón y Múgica, y del Valle de Aramayona, 1560 bezeugt, Sohn von Juan Alonso de Múgica, Señor de Múgica, Butrón y Aramayona, und Mencía Manrique de Padilla
      8. María Manrique, † Osornilla 11. März 1591;
 ⚭ José de Guevara, Señor de Escalante, Treceño, Valdaliga y Casa de Cevallos, Generalkapitän und Vizekönig von Navarra, * Osornillo, † vor 1591, Sohn von Juan de Guevara y Ulloa, 4. Conde de Tahalú, 5. Señor de Escalante y Trezeño, Señor de Valdaliga y Ceballos, und Ana de Tovar y Sandoval
      9. Ana Manrique, Äbtissin von Santa Clara de Aguilar.
      10. (unehelich) Juana Manrique;
 ⚭ Pedro Ruiz de Ayala Calderón, Señor de la Casa y villa de Nogales, Sohn von Alonso Ruiz de Ayala, und Lucía Manrique

    3. (II) Catalina Manrique;
⚭ Pedro López de Ayala, 3. Conde de Fuensalida, Señor de Guadamur, Huecas, Peromoro, Cedillo, Cuerva y Layos, y Humanes, Alguacil mayor y Alcalde mayor de Toledo, Montero mayor de Carlos V, Gouverneur von Galicien, † 1537, Sohn von Alonso de Silva, Alguacil mayor de Toledo, und María Carrillo
    4. (II) Aldonza Manrique;
⚭ 1510 Gonzalo Ruiz de la Vega, Señor del mayorazgo de Barcena, Sohn von Diego Hurtado de la Vega, Señor de Tordehumos, und Francisca Enríquez de Tovar
    5. (II) Ana Manrique, Äbtissin von Santa Clara, Aguilar de Campóo.
    6. (unehelich) Bernardo Manrique, Dominikaner, Bischof von Málaga 1541, † 25. September 1564.
    7. (unehelich, Mutter: Ana de Bustamante) Aldonza Manrique;
⚭ Antonio de Meneses, Señor del mayorazgo de Villaverde, Sohn von Hernán Pérez de Meneses

  2. (II) Juan Manrique, Señor de Fuenteguinaldo, Villalumbroso, Villatoquite Revenga y Vilarmentero;
⚭ Beatriz Manrique, Schwester des 1. Herzogs von Nájera, Tochter von Diego Gómez Manrique, 1. Conde de Treviño, Señor de Amusco, Navarrete, Ocón, San Pedro, Redecilla, Lumbreras, Ortigosa, Villoldo y Ribas, und María de Sandoval
    1. Fadrique Manrique de Lara, Mariscal de Castilla, 2. Señor de Fuenteguinaldo, Villatoquite, Revenga y Villarmentero, Mariscal de Castilla (de iure uxoris) † 1520;
⚭ Antonia de Valencia, Señor a de los Mayorazgos de su Casa en Zamora, Dueña de la Mariscalía de Castilla, Tochter von Alfonso de Valencia, Señor de Valencia de Campos, Mariscal de Castilla, und Juana de Sotomayor
      1. Jorge Manrique de Valencia, Mariscal de Castilla, 3. Señor de Fuenteguinaldo, Villatoquite, Revenga y Villarmentero;
 ⚭ Leonor de Zúñiga, Tochter von Pedro de Reynoso, 6. Señor de Autillo, Alcaide del Castillo de Burgos, und Inés Bernal de Valdivieso
        1. Antonia Manrique de Valencia, 4. Señor a de Fuenteguinaldo;
 ⚭ Fadrique de Vargas y Cabrera, Señor de Vargas, Sohn von Diego de Vargas y Carvajal, Señor del Mayorazgo, und Ana de Cabrera,
        2. Juana Manrique
        3. Inés Manrique

      2. Juan Manrique de Valencia;
 ⚭ Ana de Cardona
      3. Fadrique Manrique de Valencia;
 ⚭ Leonor Manrique, Schwester von Francisco de Guzmán, 1. Marqués de la Algaba, Tochter von Luis de Guzmán, 4. Señor de la Algaba, und Leonor Manrique
      4. Antonio Manrique de Valencia, JUD, Abt von Roncesvalles, Bischof von Pamplona (1573), * Zamora, † 19. Dezember 1577
      5. Ana María Manrique de Valencia, * Zamora;
⚭ Jerónimo de Mendoza, Señor de Arroyo, Sohn von de Íñigo López de Mendoza, el Gordo, und María de Bazán, Señor a de Arroyo,
      6. María Manrique de Valencia;
 ⚭ Pedro al Juan (Salazar y Castro) de Ayala, 2. Señor de Peromoro y de la Dehesa de San Andrés, Corregidor de Granada, † Granada 7. November 1543, Sohn von Pedro López de Ayala, Señor de Peromoro y de la Dehesa de San Andrés, und Constanza Zapata. alias de Toledo
      7. Juana Manrique, alias de Valencia;
 ⚭ 1525 García II Manrique de Lara, 3. Señor de las Torres de Alozaina y Chilches, Alcaide y Capitán de Málaga, † 1537, Sohn von Iñigo Manrique de Lara, 1. Señor de las Torres de Alozaina, Frigiliana y Nerja, und Isabel Carrillo de Córdoba
      8. Francisca Manrique, Äbtissin von Santa María la Real (Las Huelgas)
      9. Beatriz Manrique, Äbtissin von Las Huelgas (1590), † 1591
      10. Catalina Manrique

    2. Juana Manrique;
 ⚭ Pedro de Silva, Señor en parte de las Tercias de la Moraña de Ávila, Sohn von Hernando de Silva, Señor de las mismas Tercias, Justicia mayor de Ciudad Rodrigo, und Catalina de Ulloa,
    3. María Manrique, Nonne
    4. Brianda Manrique, † nach 13. Juni 1551;
 ⚭ Alfonso Niño de Castro, Señor de Castroverde, Merino mayor y Regidor de Valladolid, 1533 bezeugt, Merino mayor de Valladolid, und Isabel de Castro, Señor a de Castroverde

  3. Aldonza Manrique;
 ⚭ Juan Quijada, Señor de Villagarcía, Villanueva de los Caballeros, Santa Eufemia y Barcial de la Loma, Sohn von Gutierre González Quijada, Señor de las mismas villas y de Otero de Rey, Castro de Rey y Castellanos, und Isabel de Padilla
  4. Isabel Manrique;
 ⚭ I Pedro de Velasco, Señor de Salinas del Río Pisuerga y de las Casas de Carrión, Bruder von Juan de Velasco, 1. Conde de Siruela, Sohn von Hernando de Velasco, Señor de Siruela, und Leonor Carrillo, Señora de Cervera y Pernia;
 ⚭ 2. Sancho Sánchez de Ulloa, 1. Conde de Monterrey, Señor de Ulloa, Monterroso, Mellide, Castro de Caldelas, Sohn von Lope Sánchez de Ulloa Sotomayor, Señor de Ulloa y Monterroso (Galicien), und Inés de Castro
  5. (unehelich) Alonso Manrique
  6. (unehelich) García Manrique

### Die Condes de Treviño
1. Pedro Manrique de Lara, * 1381, † 21. September 1440, 8. Señor de Amusco, Señor de Treviño, Navarrete, Ocón, San Pedro, Redecilla, Paredes de Nava, las dos Amayuelas, Baños, Ribas, Calabazanos, Lumbreras, Ortigosa, Espinosa, Belliza, Valdecaray, Anguiano, Villazopeque, Ponferrada, Tendilla, Ricohombre y Adelantado mayor de Castilla;
 ⚭ 1408 Leonor de Castilla, † 7. September 1470 uneheliche Tochter von Fadrique de Castilla, Duque de Benavente, Señor de Mansilla, Medina Sidonia, Medina de Río Seco, Ponferrada, Villafranca y Alcalá, unehelicher Sohn von König Heinrich II. von Kastilien und Beatriz Ponce de León, Señora de Villadenga y Santa Marina de Canreiros
  1. Diego Gómez Manrique de Lara, * um 1415, bezeugt 13. Oktober 1458, 9. Señor y 1. Conde de Treviño (1453), 9. Señor de Amusco, Señor de Redecilla, Ocón, San Pedro, Lumbreras, Ortigosa, Villoslada, Ribas, Villorceros, Villaharta, Quintana, Espinosilla, Ponferrada, Tendillla, Loranca, Villoldo y Ríoferrero, Adelantado mayor y Notario mayor del Reino de León, Alcaide de Davalillo y Vellivio,;
⚭ um 1440 María de Sandoval, † 1454, Tochter von Diego Gómez de Sandoval y Rojas, 1. Conde de Castro y Denia, Adelantado mayor de Castilla, Señor de las villas de Lerma, Cea, Gumiel de Yzán, Almansa, Portillo, Ossorno, Saldaña, Maderuelo y Valdenebro, y de las ciudades de Borja (Aragón), Balaguer (Katalonien) y Agosta (Sizilien), und Beatriz de Avellaneda, Señora de Gumiel de Mercado y Villafrechos y de los lugares de Valdesgueva
    1. Pedro Manrique de Lara, el Fuerte, * 1443, † 1. Februar 1515, 2. Conde de Treviño, 1. Duque de Nájera (30. Januar 1482), 10. Señor de Amusco, Señor de Navarrete, Ocón, San Pedro, Villoslada, Lumbreras, Ortigosa, Redecilla, Ribas, Villoldo, Magaña, Ponferrada, Genevilla y Cabredo, Ricohombre de Castilla, Adelantado mayor y Notario mayor del Reino de León, Alcaide de Davalillo, Vellivio y Valmaseda, Tesorero mayor de Vizcaya, Capitán general de la Frontera de Aragón, Navarra y Jaén y del Ejército de Navarra;
⚭ Guiomar de Castro, Tochter von Álvaro de Castro, 1. Conde de Monsanto, Senhor de Ansão, São Lourenço de Bairo e Paul de Boquilobo, en Portugal, Alcaide-mor de Lisboa e de Covilhão, und Isabel da Cunha, Senhora de Cascaes, Lourinã – Nachkommen siehe unten
    2. Juana Manrique;
 ⚭ Treviño 10. März 1471 Iñigo Vélez de Guevara, 1. Conde de Oñate, Señor de la Casa de Guevara, Valle de Leniz, Villena, Cameno, Celnos, Ameyugo, Tuyo, Berberana, Salinillas, Villanueva del Conde, y la Ventosa, y de las Hermandades de Barrundia, Gamboa y Eguilaz, Junta de Araya, y Lugares de Salduendo, Briñas y Herramesturi, Adelantado mayor de León, † 1500
    3. Leonor Manrique;
 ⚭ Sancho de Bazán, † Bilbao 1496, Sohn von Pedro de Bazán, 13. Señor de la Casa y Valle de Baztán, 1. Vizconde de los Palacios de la Valduerna, und Mencía de Quiñones,
    4. Beatriz Manrique;
 ⚭ Juan Manrique, Señor de Fuenteguinaldo, Villalumbroso, Villatoquite Revenga y Villarmentero, unehelicher Sohn von Juan Fernandez Manrique de Lara, 2. Conde de Castañeda, Señor de Aguilar de Campóo, 4. Señor de los Estados de Estar, Villanueva de Gáramo, San Martín de Helines, 9. Señor de parte del Estado de Amusco, Capitán general de la Frontera de Jaén, Chanciller mayor de Castilla, † 1493, und Catalina Enríquez de Ribera
    5. Diego Manrique, Alcaide de Davalillo y Vellivio;
 ⚭ NN:
      1. Alonso Manrique;
 ⚭ I Mencía de Guzmán, Señora de Villaximena, † 1508, Tochter von Ramiro de Guzmán, Señor de Villaximena, und María de Sandoval;
 ⚭ II 2. Barrilia Beccadelli, Signora dei Feudi di Pergola, Gurgo e la Scale, Schwester von Simone Beccadelli, Erzbischof von Palermo, und Tochter von Giacomo Beccadelli de Bologna
        1. Antonio Manrique;
 ⚭ NN:
          1. Alonso II. Manrique de Lara;
 ⚭ María di Tocco, Tochter (oder Enkelin) von Leonardo di Tocco, Despot oder König von Marta, Duque de Leucata, Conde de la Cefalonia, und Milicia von Serbien
            1. Leonor Manrique di Tocco, † 3. August 1558;
 ⚭ 1525 Pietruccio II. La Grua, Barone e Signore di Carini, † 6. Juli 1535, Tochter von Giovanni Vincenzo La Grua e Talamanca, Signore di Carini e Mislimeri, † Carini 29. Mai 1517, und Ilaria Aiutamicristo

      2. Pedro Manrique.

  2. Rodrigo Manrique de Lara, * 1406, † Ocaña 11. November 1476, 1. Conde de Paredes de Nava (10. Mai 1452, trat im Gegenzug als Meister des Jakobsordens zurück), Condestable de Castilla, Comendador de Segura, Señor de las villas de Cenilla, Marilla, el Pozo, Robledilllos, Balazot, Bienservida, la Parrilla, Belmontejo, Cardeñosa, Villanueva del Rebollar, Vega de doña Limpia, Alvalá y Santillán;
 ⚭ I Mencía de Figueroa, † Segura vor 1445, Schwester von Lorenzo Suárez de Figueroa, 1. Conde de Feria, Tochter von Gómez Suárez de Figueroa, 1. Señor de Zafra, Feria, la Parra, Villaba, Nogales, Oliva y Valencia, Alcaide de Villanueva de Barcarrota, und Elvira Lasso de la Vega, Señora de Gama, Renedo, Vega de Doña Limpia, Salazar, Palazuelos, y Rebolledo;
 ⚭ II 1446 Beatriz de Guzmán, † 1452, Tochter von Diego Hurtado de Mendoza, 1. Señor de Cañete, la Olmeda, Valdeganga, Carcelén, Uña y Valdemeca, und Teresa de Guzmán;
 ⚭ III Elvira de Castañeda, Señora del lugar de Rielves (Provinz Toledo), bezeugt Toledo 21. Februar 1505, Tochter von Pedro López de Ayala, 1. Conde de Fuensalida, Señor de las villas de Guadamur, Casarubios, Arroyo Molinos, Peromoro, Cedillo, Huescas y Umanes, Alférez mayor del Pendón de la Banda, Alcalde mayor de Toledo y Alcaide de sus Alcázares, puertas y puentes, und María de Silva – Nachkommen siehe unten
  3. Pedro Manrique, Señor de Valdescaray, Anguiano, Matute y Escamilla;
⚭ I Isabel de Quiñones, Tochter von Diego Fernández de Quiñones, Señor de Luna, Quiñones, Laguna y el Infantazgo de Valdetorio, Merino mayor de Asturias, und María de Toledo;
⚭ II Contesina de Luna, 4. Señora de la villa de Escamilla, Tochter von Álvaro de Luna, Señor de Carvajales y Castillo de Alba de Liste, und María Enríquez – Nachkommen: die Condes de Santa Gadea
  4. Iñigo Manrique, † 1485, Kanoniker in Burgos, Bischof von Oviedo (1447), Bischof von Coria, Bischof von Jaén (1476), Erzbischof von Sevilla (1483)
  5. Beatriz Manrique;
⚭ vor 1429 Pedro Fernández de Velasco, 1. Conde de Haro, Señor de los Valles de Soba y Ruesga, Belorado, Puebla de Arganzón, Frías, Medina de Pomar, Villadiego, Salas, Herrera, Cuenca de Tamariz, Briviesca y Villalpando
  6. Gómez Manrique de Lara, † 1491, 1. Señor de Villazopeque, Belbimbre, Cordovilla, Matanza;
⚭ Juana de Mendoza, Tochter von Diego Hurtado de Mendoza, 1. Señor de Cañete, la Olmeda, Valdeganga, Carcelen, Uña y Valdemeca, Guarda mayor de Cuenca, y Alcaide de su Alcázar, und Teresa de Guzmán
    1. Luis Manrique;
 ⚭ Inés de Castilla, Tochter von Sancho de Castilla, 1. Señor de Herrera de Valdecañas, 2. Señor de Gor, und Beatriz Enríquez
      1. Ana Manrique de Lara, 2. Señora de Villazopeque, Belbimbre Cordovilla y Matanza;
⚭ Rodrigo de Mendoza, 3. Conde de Castrogeriz, Señor de las villas de Astudillo y Gormaz, Sohn von Álvaro de Mendoza, 2. Conde de Castogeriz, Señor de Gormaz, Astudillo, und Juana de la Cerda y Mendoza

    2. María Manrique, Äbtissin von Calabazanos.
    3. Catalina Manrique;
 ⚭ Diego García V. de Toledo, 7. Señor de Mejorada, Señor de Segurilla, Cervera, y Magán, Sohn von Diego García de Toledo, 6. Señor de Mejorada, Segurilla, Cervera, y Magán, und Elvira de Ayala

  7. Juan Manrique de Lara, Apostolischer Protonotar
    1. (unehelich, Mutter: Sancha Hortún): Catalina Manrique;
 ⚭ Juan Rodríguez de Rojas, 4. Señor de Requena, Bruder von Antonio de Rojas, Erzbischof von Granada, Sohn von Gómez de Rojas, Señor de Requena, und Isabel de Carvallar

  8. Juana Manrique, * 1414;
 ⚭ 1427 Fernando de Sandoval y Rojas, 2. Conde de Castro y Denia, Adelantado de Castilla, Señor de las villas de Lerma, Cea, Gumiel de Mercado
  9. Leonor Manrique;
⚭ 1429 Álvaro de Zúñiga, 2. Conde de Plasencia, 1. Duque de Arévalo, Plasencia y Béjar, Conde de Ledesma, 1. Conde de Bañares, Justicia mayor de Castilla, Señor de Gibraleón, Capilla, Burguillos, Encinas, Olvera, Ayamonte, † 10. Juni 1488,
  10. Inés Manrique;
⚭ Juan Hurtado de Mendoza, 2. Señor de Cañete, la Olmeda, Beamud, Poyatos, Tragaete, la Cañada, el Oyo, Uña y Valdemeca, † 1490, Sohn von Diego Hurtado de Mendoza, 1. Señor de Cañete, la Cañada y Tragacete, und Teresa de Guzmán
  11. Fadrique Manrique de Castilla, † Écija 1479, Señor del Hito, Baños, Quintanilla, Rebolledo de la Torre, Salazar, Sotosgudo, Palazuelos, y Ruy Paraíso, y de las villas de Mengibar, Torre del Campo, Cazalilla, y Villanueva, Alcalde mayor, Alguazil mayor y Alcaide perpetua de Écija;
⚭ Beatriz de Figueroa, Señora de la Casafuerte de Rebolledo de la Torre, y de los lugares de Salazar, Sotogudo, Palazuelos, Ruyparaíso, y Torre de Cuevas, † vor 1515, Schwester des 1. Conde de Feria, Tochter von Gómez Suárez de Figueroa, 1. Señor de Zafra, Villalba, la Parra, Nogales, Oliva y Valencia, Alcaide de Villanueva de Barcarrota, und Elvira Lasso de Mendoza
    1. Elvira Manrique, Señora de Baños, El Hito y Quintanilla;
⚭ Francisco Enríquez, Señor de las villas de Vega de Ruy Ponce, y las Grañeras, y de la Torre de Benamocarra
    2. Francisca Manrique;
⚭ Luis Portocarrero, 7. Señor de Palma del Río, Señor de Almenara, Capitán general de Italia
    3. María Manrique, Señora de Sotorgudo;
⚭ Palma del Río 14. Februar 1489 Gonzalo Fernández de Córdoba y Aguilar, el Gran Capitán, 1. Duca di Santangelo, 1. Duca di Terranuova, 1. Duca di Sessa, 1. Duca di Andria, 1. Duca di Torremaggiore, 1. Marchese di Bitonto, 1. Principe di Jaffa, 1. Príncipe di Venosa, 1. Principe di Squillace, Signore di Melfi, Andria, Venosa e Rapolla, Barone di San Giorgio, Beste, Vico, Teano, Joyaro (Gioiaro) (alle im Königreich Neapel), Generalkapitän und Vizekönig von Neapel, Gran Conestabile del Regno di Napoli, Leutnant, Generalkapitän und Vizekönig von Sizilien, Gouverneur und Generalkapitän von Kalabrien, Señor de la Taha de Órgiva, de Busquístar y Castil de Ferro, * Montilla 30. September 1452 oder 16. März 1453, † Granada 2. Dezember 1515,
    4. Leonor Manrique, Señora de los lugares de Salazar, Palazuelos, Santillán, Vega de Doña-Limpia, y Ralea, de la mitad de la Torre de Rebolledo y de las heredades y rentas de Velilla, Valtierra, Valcastro, Peones, Villavedón, y Rui-Paraíso, † nach 1527;
⚭ vor 29. März 1488 Pedro Carrillo de Córdoba, Sohn von Martín Alfonso de Montemayor, 4. Señor de Alcaudete, und María Fernández de Córdoba.

  12. María Manrique;
⚭ nach 1434 Rodrigo de Castañeda, Señor de Fuentidueña, Sohn von Juan Rodríguez de Castañeda, Señor de Fuentidueña
  13. García Fernández Manrique, 1. Señor de las Amayuelas de abajo y de arriba, Belliza, Espinosa, Alozayna, Prejamo, villas de Xiquena, Alhama y Tirieza, primer Alcaide, Justicia mayor y capitán de Málaga, Comendador del Corral de Almaguer;
⚭ Aldonza Fajardo, Tochter von Alonso Fajardo, Señor de Lorca, Mula, Alhama, Xiquena, Caravaca, Cehegín, Tovarra, Tirieza, und María Piñeiro.
  14. Isabel Manrique;
 ⚭ Pedro Vélez de Guevara, Ricohombre, Señor de Oñate, Valle de Leniz y Casa de Guevara, Sohn von Pedro Vélez de Guevara, Ricohombre, Señor de Oñate, und Constanza de Ayala, Señora de Ameyugo, Tugo y Salinillas
  15. Aldonza Manrique, 1. Äbtissin des Klosters Calabazanos, † vor 13. April 1468.

### Die Herzöge von Nájera
1. Pedro Manrique de Lara, el Fuerte, * 1443, † 1. Februar 1515, 2. Conde de Treviño, 1. Duque de Nájera (30. Januar 1482), 10. Señor de Amusco, Señor de Navarrete, Ocón, San Pedro, Villoslada, Lumbreras, Ortigosa, Redecilla, Ribas, Villoldo, Magaña, Ponferrada, Genevilla y Cabredo, Ricohombre de Castilla, Adelantado mayor y Notario mayor del Reino de León, Alcaide de Davalillo, Vellivio y Valmaseda, Tesorero mayor de Vizcaya, Capitán general de la Frontera de Aragón, Navarra y Jaén y del Ejército de Navarra;
⚭ Guiomar de Castro, Tochter von Álvaro de Castro, 1. Conde de Monsanto, Senhor de Ansão, São Lourenço de Bairo e Paul de Boquilobo, en Portugal, Alcaide-mor de Lisboa e de Covilhão, und Isabel da Cunha, Senhora de Cascaes, Lourinã – Vorfahren siehe oben
  1. Antonio Manrique de Lara, † Navarrete 13. Dezember 1535, 2. Duque de Nájera, 3. Conde de Treviño, 11. Señor de Amusco, Señor de Navarrete, Ocón, Redecilla, San Pedro, Ribas, Lumberas, Villaoslada, Ortigosa, Viloldo, Genevilla, Cabredo, Alcaide de Davalillo, y Valmaseda, Vizekönig von Navarra (1516–1521);
 ⚭ 1503 Juana Folch de Cardona, † 30. Januar 1547, Tochter von Juan Ramón Folch IV. de Cardona, 5. Conde y 1. Duque de Cardona, 1. Marqués de Pallars (1491), 6. Conde de Prades, Vizconde de Villamur, Barón de Entenza, Condestable y Almirante de Aragón, Generalleutnant von Aragón, Comendador de Barcelona, und Aldonza Enríquez de Quiñones, Señora de Elche y Crevillente
    1. Juan Esteban Manrique de Lara, * 26. Dezember 1504, † 22. Januar 1558, 3. Duque de Nájera, 4. Conde de Treviño, Conde de Valencia de Don Juan (de iure uxoris), 12. Señor de Amusco, Señor de Redecilla, Ocón, San Pedro, Navarrete, Lumbreras, Ortigosa, Villoslada, Ribas, Genevila, Cabredo, Villoldo, Cenicero, Alcaide de Valmaseda y de Davalillo;
⚭ Luisa de Acuña, 5. Condesa de Valencia de Don Juan, † 10. Oktober 1570, Tochter von Enrique de Acuña, 4. Conde de Valencia de Don Juan, Señor de las villas de Fresno, Cavañas, Villademor, Crajal, San Millán, Zuares, Algadete, Santa Marina, Cabillas Segosos, Cabreros y Campo de Villavidel, Alcaide de las Torres de León, und Aldonza Manuel, Tochter von Juan Manuel, 2. Señor de Belmonte
      1. (Pedro) Manrique de Lara Acuña y Manuel, * 10. April 1533, † Madrid 5. Juni 1600, 4. Duque de Nájera, 5. Conde de Treviño, 6. Conde de Valencia de Don Juan, 13. Señor de Amusco, Señor de Redecilla, Ocón, San Pedro, Navarrete, Lumbreras, Ortigosa, Villaslada, Ribas, Genevilla, Cabredo, Villoldo, Cenicero, Fresno, Cavañas, Villademor, Carvajal, 4. Señor de Belmonte de Campos, y Cevico de las Torre, Comendador de Herrera, Generalkapitän und Vizekönig von Valencia;
⚭ 1554 María Girón, † Nájera 10. August 1562, Tochter von Juan Téllez-Girón, el Santo, 4. Conde de Ureña, 5. Señor de la villa de Osuna, de Cazalla de la Sierra, Morón de la Frontera, El Arahal, Olvera, Archidona, Peñafiel, Ortejicar, Briones, Tiedra, Gumiel de Izán, Frechilla y Gelves, und María de la Cueva y Toledo
        1. Manrique de Lara, * Osuna 2. August 1555, † Madrid 14. Mai 1593, 7. Conde de Valencia de Don Juan, Vizekönig von Katalonien (1586–1590);
⚭ Madrid 31. Januar 1592 Juana Manrique, 3. Señora de San Leonardo, Miranda, Ravanera, Hontoria, Canicosa, Hontoria, Cabezón, Regumiel y la Gallega, † 21. März 1631, Tochter von Juan Manrique de Lara, Señor de San Leonardo, Rabanera, Hontoria, Miranda del Pinar, Canicosa, Regumiel, Cabezon, y la Gallega, Sohn des 2. Duque de Nájera und Ana Fajardo
          1. (unehelich) Mariana Manrique, Nonne im Kloster la Concepción, Torrijos.

        2. Juan Manrique de Lara, 6. Conde de Treviño, Comendador de Herrera;
⚭ María de Quiñones, Tochter von Luis de Quiñones, 5. Conde de Luna, Señor de las villas de Laguna, Benavides, Santa María del Paramo, Barrientos, Merino mayor de León y de Asturias, und Francisca de Beaumont, Tochter von Luis de Beaumont, 5. Conde de Lerin, Condestable de Navarra, Gran Chanciller de Navarra (Haus Frankreich-Évreux), und Aldonza de Cardona
        3. Rodrigo Manrique, † als Kind
        4. Pedro Manrique, † als Kind
        5. Luisa Manrique de Lara, * Valencia de Don Juan 8. Juni 1558, † 1627, 5. Duquesa de Nájera, 7. Condesa de Treviño, 8. Condesa de Valencia de Don Juan, Señora de Navarrete, Belmonte del Campo, Cevico, Ocón, San Pedro, Villoslada, Lumbreras, Ortigosa, Villademor y Fresno;
⚭ 1580 Bernardino III. de Cárdenas, 3. Duque de Maqueda, Marqués de Elche, Señor de las villas de Torrijos, San Silvestre, Alcabón, el Campillo, Monasterio, Riaza, Crevillén y Taha de Marchena, y de las baronías de Axpe, Planes y Patraix, Adelantado mayor del Reino de Granada, Alcalde mayor de Toledo, Alcaide perp de Almería, Sax, Chinchilla y la Mota de Medina del Campo, Virrey de Cataluña y de Sicilia, * Torrijos 20. Januar 1553, † Palermo 17. Dezember 1601, Sohn von Bernardino de Cárdenas, 3. Marqués de Elche, und Juana de Bragança
        6. (unehelich, Mutter : Mencía de Ubierna) Juan Manrique, alias Juan López de Ubierna, † Nájera 14. Oktober 1620;
⚭ Catalina de Orduña:
          1. Juana Manrique de Lara, Nonne im Zisterzienserkloster Cañas

        7. Isabel Manrique, alias Isabel de los Arcos

      2. Enrique Manrique de Acuña, * Valencia de San Juan 1538, † Madrid 22. September 1574, Conde de Paredes de Nava (de iure uxoris);
 ⚭ Paredes de Nava 24. März 1556 Inés Manrique de Lara, 6. Condesa de Paredes de Nava, * 1543, † Madrid 5. November 1583, Tochter von Antonio Manrique de Lara, 5. Conde de Paredes de Nava, Señor de Villa-palacios, Villaverde, Riopal, y Cotillas, und Guiomar Manrique de Cardona – Nachkommen siehe unten
      3. (unehelich, Mutter: Aldonza de Urrea, Tochter von Miguel Ximénez de Urrea, 2. Conde de Aranda, und Aldonza de Cardona) Manrique de Lara, † nach 1568
      4. (unehelich, Mutter: Isabel de Navarra, Tochter von Juan de Mendoza y Navarra, Señor de Lodosa, Buñuel y Ribaforada, und María de Navarra y Aragón) Juan Bautista Manrique, Kanoniker in Toledo (1576)
      5. (unehelich, Mutter unbekannt) Álvaro Manrique
      6. (unehelich, Mutter unbekannt) Antonio Manrique, Kleriker
      7. (unehelich, Mutter unbekannt) Alfonso de Sandoval, Jesuit

    2. Aldonza Manrique, Gründer des Klosters Santa Elena, Nájera (1552–1554)
    3. Guiomar Manrique, † 28. Juli 1543;
⚭ 1540 Antonio Manrique de Lara, 5. Conde de Paredes de Nava, Señor de las villas de Bienservida, Riopal, Cotillas, Villapalacios, y Villaverde, † 1571
    4. Juan Manrique de Lara, Señor de San Leonardo, Rabanera, Hontoria, Miranda del Pinar, Canicosa, Regumiel, Cabezon, y la Gallega, Vizekönig von Neapel;
 ⚭ I Juana de Castro y Noroña, Tochter von Enrique de Noronha, und Guiomar de Castro;
 ⚭ II 1561 Ana Fajardo, Tochter von Pedro Fajardo y Chacón, 1. Marqués de los Vélez, Adelantado mayor y capitán general de Murcia, Señor de Cartagena, Mula, Molina, Seca, Alhama, Lebrilla, Oria, Cantoria, Albox, Alborea, Benitagla, Alcaide de Murcia y Lorca, und Catalina de Silva
      1. (II) Antonio Manrique de Lara, † 10. April 1611, 2. Señor de San Leonardo, Miranda, Ravanera, la Gallega, Hontoria, Cabezón, Canicosa, y Regumiel
      2. (II) Juana Manrique, † 21. März 1631, 3. Señora de San Leonardo, Miranda, Ravanera, Hontoria, Canicosa, Hontoria, Cabezón, Regumiel y la Gallega;
⚭ Madrid 31. Januar 1592 Manrique de Lara. 7. Conde de Valencia de Don Juan, * 2. August 1555, † 14. Mai 1593, Sohn von Manrique de Lara Acuña y Manuel, 4. Duque de Nájera, und María Girón
        1. (unehelich, Vater : Francisco de Rojas, 3. Marqués de Poza, Señor de las villas de Monzón, Cabia, Santiago de la Puebla, Valdespina y Serón) María de Rojas Manrique de Lara;
⚭ Antonio Portocarrero de la Vega y Enríquez, 1. Conde de la Monclova, † Madrid 28. Oktober 1649, Sohn von Luis Portocarrero de la Vega, Señor de la Monclova, und Catalina Enríquez

      3. (II) Isabel Manrique, Nonne im Kloster Nuestra Señora de Gracia de Ávila (um 1600), † nach 1630.

    5. Rodrigo Manrique de Lara
      1. (unehelich) Guiomar Manrique, Nonne im Kloster Santa Elena, Nájera.
      2. (unehelich) Clara Manrique, Nonne im Kloster Santa Elena, Nájera.

    6. María Manrique
    7. Bernardino Manrique, † 9. Juni 1591;
⚭ Ana de Castro, Tochter von Hernando de Castro, und Leonor de Guelva
      1. Aldonza Manrique
      2. Guiomar Manrique de Lara;
 ⚭ Almagro 1590 Álvaro IV. de Bazán, 3. Marqués de Santa Cruz de Mudela, 1. Marqués del Viso, Grande de España, Señor de la villa de Valdepeñas, Generalkapitän der Galeeren Portugals, Spaniens und Neapels, Gouverneur von Mailand, * Nápoles 12. September 1571, † 1646
      3. Juana Manrique.

  2. Leonor Manrique, † 25. März 1536;
 ⚭ Francisco de Zúñiga y Guzmán, 2. Conde y 1. Marqués de Ayamonte, Señor de Lepe y la Redondela, † 26. März 1525, Sohn von Pedro de Zúñiga, 2. Conde de Bañares, † 1484, und Teresa de Guzmán, Señora de Ayamonte
  3. Juana Manrique;
 ⚭ 1483 Victor Vélez de Guevara, Sohn von Iñigo Vélez de Guevara, 1. Conde de Oñate, Señor de la Casa de Guevara, y de Leniz, Adelantado mayor de León, und Beatriz de Guzmán, Señora de Burujón, Escalonilla y Gramosilla
  4. Brianda Manrique;
 ⚭ 1486 Luis de Beaumont, 3. Conde de Lerín, Condestable y Gran Canciller de Navarra, Señor de las Baronías de Curton y Guicen, y de San Martin, Uzué, Eslava y Sada, Alcaide de Viana, Garaimo, Nonnerdín, Val de San Estevan, Larraga, † Januar 1530 (Haus Frankreich-Évreux)
  5. Guiomar Manrique;
⚭ Fernando Galcerán de Pinós, el Póstumo, Señor de las baronías de Castro, Pinós, Peralta y Guimerá, y de Camporesi, Miralcampo, Castellón, Roig, Ricohombre de Aragón, Vizconde de Illa y Canet, Sohn von Felipe Galcerán de Castro, el Bueno, Señor de las Casas de Castro y Peralta, und María Hurtado de Mendoza
  6. María Manrique
  7. Francisca Manrique;
 ⚭ 1498 Fernando Folch de Cardona, 2. Duque de Cardona, 2. Marqués de Pallars, Conde de Prades, Conde de Villamur, Gran Condestable y Almirante de Aragón, † 1543 (Haus Folch de Cardona)
  8. Isabel Manrique, 31. Äbtissin von las Huelgas, Burgos (1570).
  9. (unehelich) Álvaro Manrique
  10. (unehelich, Mutter: María de Sandoval, uneheliche Tochter von Diego de Sandoval, Señor de Villafrechos, und Inés Enríquez de Lacarra; ⚭ Ramiro de Guzmán, Señor de Villaximena) Luis Manrique, Señor de Alesanco, Oruñuela y Villaximena, Comendador de las Casas de Córdoba, † nach 1551
  11. (unehelich, Mutter: Inés de Mendoza y Delgadillo) Francisco Manrique de Lara, * Nájera 1503, † Toledo 11. November 1560, Kaplan des Kaisers Karl V., Capellán mayor de la Capilla Real de Granada, Bischof von Orense (1546), Bischof von Salamanca (1556), Bischof von Sigüenza (1560), Teilnehmer am Konzil von Trient (1531)
  12. (unehelich, Mutter: Inés de Mendoza y Delgadillo) Jorge Manrique de Lara.
  13. (unehelich, Mutter: Inés de Mendoza y Delgadillo) Felipe Manrique, † 19. Juni 1567, Comendador de Ballesteros, Alcaide de la Fortaleza del Almaden
  14. (unehelich, Mutter: Inés de Mendoza y Delgadillo) Juan Manrique, el Boquinete
  15. (unehelich, Mutter: Inés de Mendoza y Delgadillo) García Manrique, Kanoniker in Toldeo.
  16. (unehelich, Mutter: Inés de Mendoza y Delgadillo) Pedro Manrique de Lara, Señor de Azofra, Genevilla, Cabredo, Población y Espulnaceda, Generalkapitän der Grafschaften Roussillon und Cerdagne;
 ⚭ Isabel de Mendoza, Tochter von Pedro Carrillo de Albornoz, Señor de Torralba, Beteta, Albornoz, Ribagorda, Canamares, Ocentejo y Paredes, und Mencía de Mendoza, Tochter von Íñigo López de Mendoza, 1. Conde de Tendilla, Señor de la baronía de Sangarren, und Elvira de Quiñones
    1. Diego Manrique de Mendoza, Comendador de Mora, † 1581
    2. Juana Manrique de Mendoza, † Goleta de Túnez, 1554;
 ⚭ Alonso de la Cueva y Benavides, 1. Señor de Bedmar (Provinz Jaén), letzter Comendador de Bedmar y Albánches, Alcaide de la ciudad y fortaleza de Cádiz, * Úbeda, † Nápoles 28. September 1565, Sohn von Juan de la Cueva, 2. Señor de Solera, Señor de la Casa y mayorazgo de la Cueva, Comendador de Bedmar y Albánchez, und María Manrique de Benavides
    3. (unehelich, Mutter unbekannt) Jorge Manrique de Lara.
    4. (unehelich, Mutter unbekannt) Claudio Manrique, † nach 1555
    5. (unehelich, Mutter unbekannt) Lorenzo Manrique.
    6. (unehelich, Mutter NN Espinosa) Ana Manrique, Nonne im Kloster Navarrete.
    7. (unehelich, Mutter Inés de Mendoza y Delgadillo) Catalina Manrique, Nonne, Äbtissin des Klosters Santa Clara in Burgos (1541).
    8. (unehelich, Mutter unbekannt) Juana Manrique, Nonne, Priorin des Klosters las Huelgas, Burgos
    9. (unehelich, Mutter Inés de Mendoza y Delgadillo) Marina Manrique, Nonne.
    10. (unehelich, Mutter Maria de Sandoval) Ana Manrique, Nonne in Sevilla
    11. (unehelich, Mutter unbekannt) Aldonza Manrique, Nonne im Kloster Santa Clara de Burgos.
    12. (unehelich, Mutter unbekannt) Teresa Manrique, Nonne im Kloster Santa Clara de Burgos.
    13. (unehelich, Mutter unbekannt) María Manrique, Nonne im Kloster Santa María de Consolación, Calabazanos (nicht identisch mit der Nachfolgerin)
    14. (unehelich, Mutter unbekannt) María Manrique, Nonne im Kloster Santa María de Consolación, Calabazanos (nicht identisch mit der Vorgängerin)
    15. (unehelich, Mutter Inés de Mendoza y Delgadillo) Juana Manrique;
⚭ Diego Orense de Covarrubias, Señor de Amaya, Peones y Melgar de Yuso, Alcalde mayor de Burgos, Sohn von Pedro VI. Orense de Covarrubias, 3. Señor de Alvillos, Peones y Melgar, Alcalde mayor de Burgos, und María de Villafañe

### Die Condes de Paredes de Nava (I)
1. Rodrigo Manrique de Lara, * 1406, † Ocaña 11. November 1476, Meister des Santiagoordens (1447–1452), 1. Conde de Paredes de Nava (10. Mai 1452), Condestable de Castilla, Comendador de Segura, Señor de las Villas de Cenilla, Marilla, el Pozo, Robledilllos, Balazot, Bienservida, la Parrilla, Belmontejo, Cardeñosa, Villanueva del Rebollar, Vega de Doña Limpia, Alvalá y Santillán;
 ⚭ I Mencía de Figueroa, † Segura vor 1445, Schwester von Lorenzo Suárez de Figueroa, 1. Conde de Feria, Tochter von Gómez Suárez de Figueroa, 1. Señor de Zafra, Feria, la Parra, Villaba, Nogales, Oliva y Valencia, Alcaide de Villanueva de Barcarrota, und Elvira Lasso de la Vega, Señora de Gama, Renedo, Vega de Doña Limpia, Salazar, Palazuelos, y Rebolledo;
 ⚭ II 1446 Beatriz de Guzmán, † 1452, Tochter von Diego Hurtado de Mendoza, 1. Señor de Cañete, la Olmeda, Valdeganga, Carcelén, Uña y Valdemeca, und Teresa de Guzmán;
⚭3. Elvira de Castañeda, Señora del Lugar de Rielves, Provinz Toledo, bezeugt Toledo 21. Februar 1505Tochter von Pedro López de Ayala, 1. Conde de Fuensalida, Señor de las Villas de Guadamur, Casarubios, Arroyo Molinos, Peromoro, Cedillo, Huescas y Umanes, Alcalde mayor de Toledo y Alcaide de sus Alcázares, puertas y puentes, und María de Silva – Vorfahren siehe oben
  1. (I) Pedro Manrique de Lara, † 1481 nach 19. September, 2. Conde de Paredes de Nava, Señor de Villapalacios, Villaverde, Bienservida, Riopal, Cotillas y San Vicente, Comendador de Segura;
⚭ Leonor de Acuña, bezeugt Villaverde 16. August 1501, † vor 22. September 1501, Tochter von Pedro de Acuña, 1. Conde de Buendía, Ricohombre de Castilla, Señor de la Villas de Buendía, Dueñas, Tariego, Anguix y Cubillas de Cerrato y de los Lugares de Renedo, Valle y Castil de Onielo, Señor de Paredes, Casas de Javalera, Monforte y Portal Rubio, Alcalde mayor Entregador de las Mestas y Cañadas, Adelantado de Cazorla, und Inés de Herrera
    1. Diego Gómez Manrique, † als Kind
    2. Rodrigo Manrique de Lara, † 6. Januar 1536, 3. Conde de Paredes de Nava, Señor de Villapalacios, Villaverde, Bienservida, Riopal, Cotillas y San Vicente, Comendador de Alhambra y la Solana;
 ⚭ I Isabel Fajardo y Manrique, Tochter von Juan Chacón, Señor de Oria, Albox, Alborea, Albanchez, y Benitaglar, Aldelantado y Capitán mayor de Murcia, Contador mayor de Castilla, Comendador de Caravaca, und Luisa Fajardo, Señora de Cartagena, Alhama, Mula Molina y Lebrilla;
 ⚭ II Ana de Jaén, die sich später Manrique nennt, * Villapalcios, † daselbst 1558, Tochter von Pedro López und Marí Sánchez Ballesteros
      1. (I) Pedro Manrique de Lara, † 28. Mai 1539, 4. Conde de Paredes de Nava, Señor de Bienservida, Riopal, Cotillas, Villa-Palacios y Villaverde;
⚭ vor 1517 Inés Manrique de Lara, † 1552, Tochter von Luis Fernández Manrique, 2. Marqués de Aguilar de Campóo, 4. Conde de Castañeda, 2. Chanciller mayor de Castilla, Señor de los Valles de Toranzo, Iguña, San Vicente, Rionansa, y Buelna, y del Honor de Sedano, Villas de Cartes, Piña, Villalumbroso, Escalada, Yzar, y Villanueva, y de las Casas de Macintos y la Serna, † 1532/35, und Ana Pimentel Enríquez
        1. Antonio Manrique de Lara (Zwilling), † 1571, 5. Conde de Paredes de Nava, Señor de Villaverde, Villapalacios, Bienservida, Riopal y Cotillas;
 ⚭ I um 1536 Ana Manrique de Lara, † 6. Januar 1542, Tochter von Juan II Fernández Manrique de Lara, 3. Marqués de Aguilar de Campóo, 5. Conde de Castañeda, 3. Chanciller mayor de Castilla, Señor de los Valles de Toranzo, Buelna, Iguña, San Vicente, Rionansa, Rochero, lamasto, de las merindades de Peña-Ruya y Peña-Mellera, Honor de Sedano, y de las Villas de Cartes, Avia Piña y Villalumbroso, Chanciller mayor de Castilla, Leutnant, Generalkapitän und Vizekönig von Katalonien, Roussillon und Cerdagne und María de Sandoval;
⚭ II Guiomar Manrique, † 28. Juli 1543, Tochter von Antonio Manrique de Lara, 2. Duque de Nájera, 3. Conde de Treviño, 11. Señor de Amusco, Señor de Navarrete, Ocón, Redecilla, San Pedro, Ribas, Lumberas, Villaoslada, Ortigosa, Viloldo, Genevilla, Cabredo, Alcaide de Davalillo, y Valmaseda, Tesorero general de Vizcaya, Vizekönig von Navarra (1516–1521), † Navarrete 13. Dezember 1535, und Juana Folch de Cardona, † 30. Januar 1547 (Haus Folch de Cardona);
⚭3. Francisca de Sandoval y Rojas, Tochter von Luis de Sandoval Rojas y Enríquez, 3. Marqués de Denia, 2. Conde de Lerma, Señor de las Villas de Cea, Gumiel y Xavea, Comendador de Paracuellos, und Catalina de Zúñiga y Enríquez
          1. (II) Inés Manrique de Lara., † 5. November 1583, 6. Condesa de Paredes de Nava, Señora de Bienservida, Villapalacios, Villaverde, Riopal y Cotillas;
⚭ 24. März 1556 Enrique Manrique de Acuña, Comendador de Mohernando, † 28. September 1574, Sohn von Juan Esteban Manrique de Lara. 3. Duque de Nájera, 4. Conde de Treviño, Conde de Valencia de Don Juan, 12. Señor de Amusco, Señor de Redecilla, Ocón, San Pedro, Navarrete, Lumbreras, Ortigosa, Villoslada, Ribas, Genevila, Cabredo, Villoldo, Cenicero, Alcaide de Valmaseda y de Davalillo, Tesorero mayor de Vizcaya, und Luisa de Acuña, 5. Condesa de Valencia de Don Juan

        2. Francisco Manrique (Zwilling), † Madrid 10. August 1583, Comendador de Villafranca y nach Bienvenida (1568),
          1. (unehelich) Rodrigo Manrique de Lara, † 15. April 1611, General der sizilianischen Artillerie;
⚭ auf Sizilien, Violante Mariello, Tochter oder Schwester von Tommaso Mariello
          2. (unehelich) Isabel Manrique de Lara, Nonne im Kloster Nuestra Señora de Consolación, Calabazanos.
          3. (unehelich) Inés Manrique, † nach 1618, Nonne, Calabazanos,

        3. Isabel Manrique
        4. Ana Manrique de Lara;
⚭ Gonzalo Mesía y Carrillo, 1. Marqués de la Guardia, Señor de las Villas de Santofimia, el Viso, el Guijo y Torrefranca, Comendador de Peñausende, Sohn von Rodrigo Mesía Carrillo, Señor de la Guardia y Santofimia, und Mayor de Fonseca y Toledo, Señora de Villasbuenas, Torralba y Avedillo
        5. María Manrique, Klarissin in Calabazanos (1536).
        6. Francisca Manrique.
        7. Antonia Manrique, Nonne in Calabazanos.
        8. Margarita Manrique, Nonne in Calabazanos.
        9. Juana Manrique;
⚭ 1544 Fadrique Enríquez Girón, Comendador de Monasterio, † vor 16. Juli 1585, Sohn von Fernando Enríquez y Velasco, 5. Almirante de Castilla, 4. Señor y 1. Duque de Medina de Río Seco, 4.(3.) Conde de Melgar y Rueda, 5. Señor de Palenzuela, Aguilar de Campos, Villabrágima, Torre de Lobatón, 34. Señor de Villada, Gragera, Villalar, Tamariz, Berrueces, Bustillo, Mansilla, Adelantado y Notario mayor del Reino de León, Alcaide perpetual y hereditario de las Torres de León y del castillo de Zamora, und María Girón, la Mayor,

      2. (I) Juan Manrique
      3. (I) Rodrigo Manrique, Comendador de Biedma, † 1543
        1. (unehelich, Mutter: Catalina López, Tochter von Juan López y de Catalina López) Francisco Manrique de Lara, Comendador de Villafranca, † Lima 12. August 1593;
 ⚭ Lima, María de Cépeda, * Lima, Tochter von Capitán Fernán González, * Guadalcanal (Estemadura), und Juana de Cepeda
          1. Jorge Manrique de Lara, * Lima, † Ciudad de la Plata 8. Dezember 1626;
 ⚭ Mencía de Silva y Córdoba:
            1. Francisco Manrique de Lara
            2. Ana María Manrique, * Madrid 19. Januar 1616
            3. Juan Agustina Manrique de Lara

          2. Fernando Manrique
          3. Francisco Manrique
          4. María Manrique;
 ⚭ Diego de Teves Manrique, Sohn von Diego de Teves, Alguacil mayor y Corregidor de Arequipa, und Isabel Manrique de la Vega
          5. Luisa Manrique
          6. Catalina Manrique

      4. (I) Jorge Manrique de Lara, † jung, nach 19. Mai 1529.
      5. (I) Leonor Manrique;
⚭ Luis de Guzmán, 4. Señor de la villa de Algaba, Sohn von Rodrigo de Guzmán, 3. Señor de la Algaba, und Leonor de Acuña
      6. (I) Luisa Manrique, Nonne in Calabazanos
      7. (I) Isabel Manrique, Nonne in Calabazanos
      8. (I) Mencía Manrique;
 ⚭ 1525 Luis de Vich, 3. Señor de las Baronías de Llauri y Matada (Königreich Valencia), Sohn von Gerónimo de Vich, 9. Señor de Evo, Gallinero, Lauria y Matada, y de la Ciudad de Carata (Neapel), und Violante Ferrer
      9. (I) María Magdalena Manrique
⚭ 1534 Francisco de Monroy y Zúñiga, 1. Conde de Deleitosa, Señor de las Villas de Belvís, Robledillo, Descarga-María, Puñonorostro y Almaraz, Sohn von Alonso de Monroy, hijo progenito de Fernando de Monroy Señor de Belvís, y de Catalina Enríquez, y de Beatriz de Zúñiga, Tochter von Diego López de Zúñiga, 1. Conde de Nieva, Señor de Clavijo, y de Leonor Als Kind de Portugal, Tochter von Pedro Als Kind, 1. Conde de Buelna, y de su 2. mujer Beatriz de Portugal, sin sucesión.
      10. (II) Bernardino Manrique, colegial del Mayor de San Ildefonso, universidad de Alcalá de Henares, capellán de la Capilla Real de Granada, * antes del matrimonio de su padre y legitimado por este, † nach 1588
      11. (II) Julián Manrique, † Vaillapalacios, 3 Jahre alt
      12. (II) Bernardino Manrique, † als Kind
      13. (II) Juan Manrique, † wohl als Kind
      14. (II) Rafael Manrique de Lara, † nach 1599, 1. Conte del Borgo di Lavezzaro (Italien, 12. Oktober 1591), Señor de Villaverde, Gouverneur und Kastellan von Cremona;
 ⚭ NN:
        1. Rodrigo Manrique de Lara, 2. Conte del Borgo di Lavezzaro, Señor de Villaverde
        2. Giorgio Manrique, 3. Conte del Borgo di Lavezzaro, Señor de Villaverde, bezeugt Mailand 1609;
⚭ Maddalena Cicogna, Tochter von Giovanno Angelo Cicogna, mailändischer Adliger
          1. Rodrigo Manrique de Lara, 4. Conte del Borgo de Lavezzaro, Señor de Villaverde, † vor 1619
          2. Ippolita Manrique de Lara, Signora del Borgo di Lavezzaro, Señora de Villaverde;
⚭ 1621 Juan Díaz Zamorano, Sargento mayor de tercio de Lombardía
          3. Francesca Manrique
          4. Laura Manrique
          5. (unehelich, Mutter: Magdalena) Juana Manrique

        3. Ana Manrique

      15. Juana Manrique, † Villapalacios, 2. September 1590;
 ⚭ um 1558 Gerónimo de Aliaga, Sohn von Juan de Aliaga, und Francisca Ramírez
      16. (unehelich, Mutter: Lonor de Escobar, de limpio linaje, * Villapalacios) Jerónimo Manrique;
 ⚭ Juana de Guevara, Tochter von Carlos de Guevara, Señor de Paradilla, und Marina de Tovar y Santisteban
        1. Pedro Manrique
        2. Jerónima Manrique, Nonne, Santa Clara, Palencia
        3. Ana Manrique, Nonne, Santa Clara, Palencia
        4. María Manrique, Nonne, Calabazanos
        5. Juana Manrique, Nonne, Calabazabanos

    3. Luis Manrique, † 1583
    4. Alonso Manrique
    5. Marina Manrique
    6. (unehelich, Mutter: Francisca Fernández) Francisca Manrique, Franziskanerin in Sanctispiritus, Alcaraz
    7. (unehelich: Mutter: Francisca Fernández) Aldonza Manrique, Nonne, in Sanctispiritus, Alcaraz.
    8. (unehelich) Margarita Manrique, Nonne
    9. (unehelich) Luisa Manrique, Nonne in La Concepción, Almería
    10. (unehelich) Inés Manrique, Nonne in La Magdalena, Alcaraz
    11. (unehelich) Catalina Manrique;
 ⚭ Diego Ruiz de Solís, Comendador de Villanueva de la Fuente, Gobernador del Campo de Montiel (1535–1539)
      1. Pedro Manrique
      2. María Manrique de Solís

    12. Inés Manrique;
 ⚭ 1491 Juan Chacón, Señor de Cartagena, Señor de la ciudad de Cartagena, y de las Villas de Orial María, Albanchez, Albox, Albore, y Benitaglar, Contador mayor de Castilla, Comendador de Montemolín y de Caravaca, Sohn von Gonzalo Chacón, 1. Señor de Casarrubios del Monte y Arroyomolinos, Alcaide de los Alcázares de Segovia y Ávila, Comendador de Montiel y Caravaca, und Clara Alvares de Alvarnaes
    13. María Manrique;
 ⚭ 1484 Gómez González de Butrón y Múgica, Señor de Aramayona y de las Casas de Butrón y de Múgica, † 1520, Sohn von Juan Alonso de Múgica, Señor de las Casas de Butrón y Múgica, und Mayor de Villela
    14. Magdalena Manrique, nach der Trennung Nonne;
 ⚭ (getrennt 1506) Pedro Fajardo, 1. Marqués de los Vélez, Adelantado mayor y Capitán general del Reino de Murcia
    15. Aldonza Manrique, vielleicht Nonne in Calabazanos
    16. Catalina Manrique, Klarissin, † nach 1481

  2. (I) Diego Manrique, † wohl 1474/76
  3. (I) Rodrigo Manrique de Lara, Señor de Ybros, Comendador de Yeste, Taivilla, Alcaide de Purchena, Corregidor de las Cuiudades de Baza, Guadiz, Almería, Purchena y Vera, † 1518;
 ⚭ Mencía de Benavides, Tochter von Día Sánchez de Benavides, 1. Conde de Santisteban del Puerto, und María Carrillo de Perea,
    1. Diego Manrique, Comendador de Yeste y Taivilla, † vor 15. September 1536
    2. Fray Rodrigo Manrique, Comendador de Manzanares, † 1527
    3. Pedro Manrique, geistlich
    4. Fadrique Manrique
    5. Francisca Manrique;
 ⚭ Francisco de Aguayo, Señor de Villaverde y de los Galapagares, Sohn von Diego de Aguayo, 5. Señor de los Galapagares, y Villaverde, Corregidor de Jaén, y Andújar (1489), und María Venegas
    6. Leonor Manrique;
 ⚭ Galcerán II de Castellví, 7. Señor de la Baronía de Carlet y de Benimódol, Sohn von Gaspar de Castellví, Señor de Carlet, und Magdalena de Vich
    7. Ana Manrique
    8. Mencía Manrique
    9. Isabel Manrique;
 ⚭ Diego Vaca de Sotomayor, Sohn von Pedro Vaca de Sotomayor, Comendador de Alpagés, Corregidor de Cuenca, Gouverneur der Marquesado de Villena, Enkel von Luis Méndez de Sotomayor, Señor del Carpío, und Aldara Osorio
    10. Jorge Manrique, Señor de la Villa de Belmontejo, Comendador de Santiago de Montizón, † 1479;
 ⚭ Guiomar de Meneses, Tochter von Pedro López de Ayala, 1. Conde de Fuensalida, Señor de Guadamur, Peromoro, Cedillo, Huecas, Alcalde mayor y Alcaide de Toledo, und María de Silva, Schwester von Juan de Silva, 1. Conde de Cifuentes, Tochter von Alonso Tenorio de Silva, Adelantado perpetual de Cazorla, und Guiomar de Meneses, Señora de la Casa de Meneses de Toledo:
      1. Luis Manrique de Lara, Comendador de Santiago de Montizón, † nach 1515;
 ⚭ NN de Benavides, Schwester von Manuel II de Benavides, 4. Señor de Jabalquinto
      2. Luisa Manrique;
⚭ Manuel II de Benavides, el Bueno, 4. Señor de Jabalquinto, Espeluy, Estiviel, Almanzora y la Ventosilla, Alcaide de Sabiote, Sohn von Juan Alonso de Benavides, el Bueno, 3. Señor de Jabalquinto, und Beatriz de Valencia

  4. (I) Fadrique Manrique;
 ⚭ 1474 María de Molina, Señora de la fortaleza y término de Jarafe, Tochter von Pedro Fernández de Molina, Señor del Castillo y Heredamiento de Jarafe, Comendador de Montizón, und Leonor de San Martín
  5. (I) Leonor Manrique, Señora de la Villa de San Román;
 ⚭ Pedro Fajardo, Adelantado y Capitán mayor del Reino de Murcia, Marquesado de Villena, Señor de las Villas de Mula, Alhama, Molina, Lebrilla, y Jumilla, 1. Señor y Conde de Cartagena, Alcaide de los Alcázares de Murcia y Lorca, Comendador de Caravaca, Sohn von Alonso II Yáñez Fajardo, Adelantado y Capitán mayor del Reino de Murcia, 4. Señor de Alhama, Mula, Molina, y Lebrilla, und María de Quesada
  6. (I) Elvira Manrique;
 ⚭ Gómez de Benavides, Mariscal de Castilla, 2. Señor de Frómesta, Valdematilla, Samuñoz, Olmedilla, Sohn von Manuel de Benavides, 1. Señor de Jabalquinto y Estiviel, und María Manrique de Rojas
  7. (III) Enrique Manrique, Señor del mayorazgo de Rielves, Comendador de Carrizosa, † 1511;
 ⚭ Juana de Quiñones, Sohn von Gonzalo Dávila, Señor de las Villas de Navalmorcuende, Cardiel y Villatoro, und Leonor de Quiñones, Schwester von Diego Fernández de Quiñones, 1. Conde de Luna, Tochter von Pedro de Quiñones y Toledo, Ricohombre, Señor de la Casa y Estado de Luna, Laguna, Quintanilla, Merino mayor de León y Asturias, und Beatriz de Acuña y Portugal
    1. Francisco Manrique, Señor de Rielves;
 ⚭ Teresa de Robles, Tochter von Gutierre de Robles, 5. Señor de Valdetrigueros, und Catalina Enríquez de Almansa
    2. Alonso Manrique, geistlich, † nach 1541
    3. Inés Manrique;
 ⚭ Alonso Enríquez de Sevilla, 7. Señor de Villalba de los Llanos, y de los Lugares de Castro, Nuñodono, Negrillos, San Pedro de la Maza, y Mozaraves, en tierra de Salamanca, Alcaide de Montanches, Sohn von Gómez Enríquez, 6. Señor de Villalba, und María de Sotomayor
    4. Elvira Manrique, Nonne in Madre de Dios, Toledo
    5. Catalina Manrique, Nonne in Madre de Dios, Toledo
    6. Isabel Manrique
    7. Ana Manrique, Nonne in Santa Isabel la real, Toledo

  8. Alonso Manrique, Bischof von Badajoz (8. September 1499), Bischof von Córdoba (1516), Generalinquisitor (1523), Erzbischof von Sevilla (1518), Kardinalpresbyter 23. März 1531, † 28. September 1538
    1. (unehelich) Rodrigo Manrique
    2. (unehelich) Guiomar Manrique, Dominikanerin in Madre de Dios, Toledo
    3. (unehelich) Gerónimo Manrique de Lara, Inquisitor in Murcia, Bischof von Cartagena (1582), Bischof von Avila (1594), Generalinquisitor von Spanien (1591), † September 1605
      1. (unehelich) Josefa Manrique;
 ⚭ Gaspar de Cárcamo

  9. Rodrigo Manrique, Comendador de Manzanares, Alcaide de Huesca, † Toledo 14. März 1519;
 ⚭ Ana de Castilla, bezeugt Toledo 30. März 1531, Tochter von Pedro de Castilla, Corregidor de Toledo, und Catalina Lasso de Mendoza, Señora de la mitad de Mondéjar
    1. Gaspar Manrique de Lara, Alcaide de Uclés;
 ⚭ Isabel de Castilla, Tochter von Pedro Suárez de Castilla (wohl Sohn von Alonso Carrillo de Acuña, Señor de Pinto y Caracena, und Leonor de Toledo, Señora de Pinto) und Leonor de Ulloa y Bobadilla
      1. Rodrigo Manrique, † als Kind
      2. Íñigo Manrique
      3. Pedro Manrique de Lara, Comendador de la Batundera, † 29. April 1605
      4. Ana Manrique
      5. Juana de Castilla, Nonne in Santa Isabel de los Reyes, Toledo
      6. Estefanía Manrique, * um 1547, † 7. Dezember 1606, 59 Jahre alt

    2. Rodrigo Manrique, Kleriker
    3. Iñigo Manrique
    4. Alonso Manrique de Guzmán;
 ⚭ I Elvira Ramírez de Guzmán, Tochter von Vasco Ramírez de Guzmán, Regidor de Toledo, Sohn von Vasco de Guzmán, Señor del Castañar, und Guiomar de Mendoza, Tochter von Rui Díaz de Mendoza, Señor de Pelope y Benidorm;
 ⚭ II Catalina de Guevara:
      1. (I) Manrique de Guzmán, 2. Señor del mayorazgo de Guzmán;
 ⚭ Teresa de Toledo, Schwester von Juan de Toledo y del Águila und Antonio de Toledo, Señor de la villa de Belmonte de Tajo, Tochter von Alvar García de Toledo, 1. Señor de Belmonte de Tajo, und María del Águila
        1. Vasco Manrique de Guzmán, 3. Señor del mayorazgo de Guzmán, † 1615;
 ⚭ Isabel de Zúñiga y Quevedo, Tochter von Bernardino de Quevedo Piedeconcha, Señor del Mayorazgo de su Casa en Guadalajara, und Constanza Carrillo de Guzmán
          1. María Manrique, * postuma, † als Kind
          2. Melchora Manrique, 4. Señor del Mayorazgo de Guzmán, * postuma, † als Kind

        2. María Manrique, Nonne, San Clemente, Toledo
        3. Elvira Manrique de Guzmán, Nonne in San Juan de la Penitencia, Toledo

      2. Alonso Manrique de Guzmán;
⚭ Guadalajara, Constanza de Mendoza, Tochter von Juan de Mondragón und Francisca Páez de Villafuga
        1. Alonso Manrique de Guzmán, 4. Señor del mayorazgo de Guzmán, † 1616;
 ⚭ Mariana de Zúñiga y Quevedo, Señora de los Mayorazgos del Sotillo y Marchamalo (Guadalajara), Tochter von Eugenio de Zúñiga y Valdés, Señor de los mismos Mayorazgos, und Juana de Quevedo Piedeconcha y Guzmán
          1. María Manrique de Guzmán, 6. Señora del Mayorazgo de Guzmán

      3. Diego Manrique
      4. Jerónimo Manrique de Guzmán;
 ⚭ Guadalajara, Magdalena Páez de Sotomayor, Tochter von Francisco Páez de Sotomayor und Catalina de Medrano
        1. Alfonso Manrique de Lara y Guzmán, 15. Señor de Amusco y Redecilla, die Herrschaft Amusco geht an die Condes de las Amayuelas
        2. Francisco Manrique
        3. Elvira Manrique
        4. Magdalena Manrique

      5. Pedro Manrique
      6. Catalina Manrique. Nonne in Madre de Dios, Toledo.
      7. Ana Manrique. Nonne in Madre de Dios, Toledo.
      8. María Manrique, Nonne in San Juan de la Penitencia, Toledo.
      9. Rodrigo Manrique.
      10. Íñigo Manrique.
      11. Juana Manrique, Nonne in Santa Fe, Toledo, † nach 17. November 1602.

    5. María Manrique
    6. María de Castilla, Nonne in Madre de Dios, Toledo.

  10. Maria Manrique, Nonne

### Die Condes de Paredes de Nava (II)
1. Enrique Manrique de Acuña, * Valencia de San Juan 1538, † Madrid 22. September 1574, Conde de Paredes de Nava (de iure uxoris), Comendador de Mohernando;
⚭ Paredes de Nava 24. März 1556 Inés Manrique de Lara, 6. Condesa de Paredes de Nava, * 1543, † Madrid 5. November 1583, Tochter von Antonio Manrique de Lara, 5. Conde de Paredes de Nava, Señor de Villapalacios, Villaverde, Riopal, y Cotillas, † 1571, und Guiomar Manrique de Cardona – Vorfahren siehe oben
  1. Antonio Manrique de Lara, * 1563, X 1588, 7. Conde de Paredes de Nava, Señor de Villa Palacios, Bienservida, Villaverde, Riopal, y Cotillas, Comendador de las Casas de Plasencia y Fuentidueña
  2. Pedro Manrique de Lara, 8. Conde de Paredes de Nava, * 1567, † 17. Februar 1636;
⚭ 1592 Catalina Fernández de Córdoba, Tochter von Diego Fernández de Córdoba, 3. Señor de Armunia, und Ana María Lasso de Castilla
  3. Francisco Manrique, X 1588
  4. Francisca Manrique, verlobt mit Antonio Coloma Calvillo, 2. Conde de Elda, Comendador de Estepa, Vizekönig von Cerdeña, Generalkapitän der Galeeren in Portugal, Sizilien und Spanien
  5. Manuel Manrique de Lara, * 1570, † 18. November 1626, 9. Conde de Paredes de Nava, Señor de las Villas de Bienservida, Villapalacios, Riopal y Cotillas, Comendador mayor de Montalbán (1600) y de Bienvenida (19. April 1609);
 ⚭ Luisa Manrique Enríquez de Luján, bezeugt Madrid 20. Februar 1648, Schwester und Erbin von Fadrique Enríquez de Luján, Comendador de Eliche y Castilleja, Señor de los Mayorazgos de Luján, und Tochter von Luis Enríquez, Comendador de Montemolín, Gouverneur und Generalkapitän von Galicien, und Catalina de Luján, Señora de los Mayorazgos de las Casas de San Andrés y San Pedro
    1. María Inés Manrique de Lara, † Poyatos cerca de Buendía. 8. August 1679, 10 Condesa de Paredes de Nava, Señora de Bienservida, Villapalacios, Villaverde, Riopal y Cotillas;
 ⚭ September 1646 Don Vespasiano Gonzaga, Reichsfürst, * 1621, † Puerto de Santa María 5. Mai 1687, Sohn von Cesare II. Gonzaga, 2. souveräner Herzog von Guastalla, 5. Principe di Molfetta, 5. Conte di Giovinazzo, Conte di Marigliano, 6. Conte di Campobasso, Signore di Castel di Lino, Campodipietra, Monterotaro e Apricena, und Donna Isabella Orsini
    2. Isabel Manrique de Lara, † Madrid abril 1662;
 ⚭ Francisco de Orozco y Ribera, 2. Marqués de Mortara, 1. Marqués de Olias, Comendador de la Oliva, Generalkapitän und Vizekönig von Katalonien, Gouverneur von Mailand, † Mailand 16. Dezember 1668, Sohn von Rodrigo de Orozco, 1. Marqués de Mortara, Señor de Lebeche y Cerniago, und Vittoria, alias Ginevra di Porcia,
    3. Antonia Manrique de Lara, † als Kind

  6. Enrique Manrique
  7. Juana Manrique de Lara
  8. Luisa Manrique, † 3. Mai 1631;
 ⚭ 1602 Felipe Ramírez de Arellano, 7. Conde de Aguilar de Inestrillas, 10. Señor de los Cameros, Señor de Andaluz, Cevera, Cigudosa, Muro, Albelda, Pinillos, Casa Carrillo, Comendador de Villarrubia y de Biedma, Generalkapitän von Portugal, Orán und Guipúzcoa, Vizekönig von Navarra, † 14. September 1620, Sohn von Felipe Ramírez de Arellano, 5. Conde de Aguilar de Inestrillas, 8. Señor de los Cameros, und María de Zúñiga
  9. Margarita Manrique, Klarissin im Monasterio de Consolación, Calabazanos.